# Liszt Ferenc
Liszt Ferenc (világszerte használt német nevén Franz Liszt; Doborján, 1811. október 22. – Bayreuth, 1886. július 31.) magyar zeneszerző, zongoraművész, karmester és zenetanár, a 19. századi romantika egyik legjelentősebb zeneszerzője.
Apja, Liszt Ádám, Esterházy herceg hivatalnoka, korán felismerte fiának kivételes zenei tehetségét, és minden lehetőséget megragadott kibontakoztatására. Liszt kilencéves korában már nyilvánosság előtt zongorázott Sopronban és Pozsonyban, majd hamarosan műpártoló főurak támogatásával Bécsben folytathatta tanulmányait Czerny és Salieri tanítványaként. 1822. december 1-jén mutatkozott be Bécsben. A 11 éves Liszt első koncertje nagy feltűnést keltett. Itt találkozott Beethovennel, Czerny közvetítésével, aki korábban Beethoven tanítványa volt. Itt is jelent meg nyomtatásban első műve, variációi ugyanarra a Diabelli-témára (keringőre), amelyekre Beethoven híres zongoraművét írta. Az ifjú Liszt bécsi szereplését követően négy nagy sikerű pesti, illetve budai koncertje után 1823 őszén apjával Franciaországba utazott, és az európai művészeti élet egyik központjába, Párizsba költözött.
Felvételét a párizsi Conservatoire-ba Cherubini, az intézmény vezetője gátolta meg, így visszatért Bécsbe, ahol magánúton zeneelméletet és ellenpontozást tanult, közben hangversenykörútra indult. Londoni bemutatkozását számos újabb meghívás követte Franciaországba, Svájcba, majd ismét Angliába. Műsorán többnyire a népszerű operákra írt ábrándok, parafrázisok szerepeltek. 1827-ben egy időre a francia fővárosban telepedett le, ahol tehetségének köszönhetően a társasági élet ünnepelt hőse lett. Itt ismerkedett meg Chopinnel, akitől eltanulta a zongorajáték árnyalatait, valamint Berliozzal, akitől a zenekari nyelvet és a programzene új vívmányait sajátította el. Az 1830-as évek végén újabb hangversenykörutakra indult, bejárta egész Európát, Portugáliától Oroszországig. 1835-ben a genfi konzervatórium tanára lett. Az 1838-as pesti árvízkatasztrófa károsultjait Bécsben rendezett hangversenyeinek jövedelmével támogatta. Ugyanilyen bőkezűen járult hozzá néhány évvel később a bonni Beethoven-emlékmű létrehozásához. Az oroszországi hangversenykörutak során megismerkedett az orosz komponisták művészetével és szerelmével, Carolyne zu Sayn-Wittgenstein hercegnővel, aki a későbbiekben közreműködött irodalmi munkásságában. A negyvenes évek elején Weimarban az udvari színház karmestere lett, itt népszerűsítette és vezényelte kortársai műveit, valamint tanította a kontinens minden sarkából érkező pályakezdő muzsikusokat és komponistákat. Liszt élete utolsó évtizedeit Weimar, Róma és Budapest között osztotta meg. A budapesti Zeneakadémia első éveiben készséggel segítette a magyar zenekultúra újonnan kialakuló központját, és vállalta, hogy az év néhány hónapjában itt tanítson.
Liszt rendkívül termékeny zeneszerző volt. Műveinek nagy részét zongorára komponálta, ezek zömének eljátszásához rendkívüli technikai tudás szükséges. Alkotásainak viszonylagos ismeretlensége azzal magyarázható, hogy rengeteg darabot komponált: mintegy 400 eredeti művének zöme virtuóz zongoramű, szimfónia, szimfonikus költemény, mise. Összesen kb. 1400 művet komponált (beleszámolva eredeti műveit, átiratait stb.), amivel minden idők egyik legtermékenyebb zeneszerzője. A programzene lelkes támogatója volt. Zenei átiratokkal is foglalkozott, és az olyan legbonyolultabb zenekari művekkel is megbirkózott, mint például Beethoven szimfóniái. Művei a világ minden részén elmaradhatatlan elemei a koncertprogramoknak. Zenei munkássága mellett rengeteg esszét írt különböző témákról: zeneszerzők társadalmi helyzete, műelemzések stb.

## Nemzetisége

### Származása
Liszt Ferenc nemzetiségét számos életrajzi tanulmány tárgyalja. A Magyar Királyság nyugati peremvidékén született Doborjánban, a szüleinek pedig német, szláv és magyar felmenői is voltak. A család anyanyelve a német volt; maga Ferenc is csak a kései éveiben tanult meg magyarul.
A legtöbb életrajzi mű azt boncolgatja, hogy Liszt német vagy magyar volt-e; olyan tanulmányokkal is találkozhatunk, amelyek azt állítják, hogy szlovák nemzetiségű volt.
A zeneszerző nemzetiségének hovatartozása csak 1918 után lett vita tárgya; 1918 előtt Lina Ramann (Liszt kortársa, biográfusa) háromkötetes életrajza (Franz Liszt als Künstler und Mensch [Liszt Ferenc – a művész és ember]) teljesen elfogadottnak számított. Ramann – aki művében levezette a Liszt család eredetét, családfáját – állítása szerint Liszt „apja magyar volt, anyja osztrák”. A trianoni béke után lett Doborján Ausztria része; nem sokkal ezután került Liszt szülőházára a német nyelvű emléktábla is. Ezt követően Peter Raabe 1931-ben megjelent kétkötetes, Liszt Ferenc című Liszt-életrajzában azt írta, hogy a zeneszerző német eredete nem bizonyított. A nemzetiszocialista időszak (1933–1945) német szerzői mind Liszt Ferenc német származását hangsúlyozták. A vita a Liszt-emlékévben, 1936-ban csúcsosodott ki: számtalan cikk és tanulmány jelent meg, könyveket is írtak róla. Ekkor történtek az első tudományos próbálkozások is: anyakönyvi kivonatok tanulmányozása, családfák felállítása. Bár a kutatók ugyanazokat az iratokat vizsgálták, az eredmények ellentmondásosak voltak. Ennek oka a kutatók politikai pártállásával magyarázható.
Liszt Ferenc doborjáni szülőházán ma két márványtábla található. Az egyiken, magyar nyelven, a következő olvasható: „Itt született Liszt Ferenc 1811. október 22-én. Hódolata jeléül a Soproni irodalmi és művészeti kör.” Ezt a táblát a zeneszerző jelenlétében leplezték le 1881. április 7-én. A másik táblán német nyelvű felirat olvasható: „Itt született 1811. október 22-én Liszt Ferenc. Ezt az emléktáblát a német nép állította a német mesternek.” E táblát 1926-ban a német birodalmi kormány, az osztrák szövetségi kormány és a burgenlandi tartományi kormány állította.

### Magyarsága
Magyar szerzők szerint Liszt Ferenc magát magyarnak tartotta, és ezt számos kijelentésében meg is erősítette. Az egyik legjelentősebb bizonyíték az, hogy bár hosszú ideig élt Párizsban, Weimarban és Rómában, soha nem vette fel sem a francia, sem a német vagy az olasz állampolgárságot, de soha nem volt osztrák állampolgár sem. Utazásai során minden alkalommal magyar útlevelet használt; az illetőségi hely, amely útlevelében szerepelt, Sopron volt. Továbbá Liszt gyermekei is magyar állampolgárok voltak, ez egy 1845-ös leveléből derül ki: „Mivel az én gyermekeim apjuk állampolgárságát … követik, tehát akár akarják, akár nem, magyarok.” (Liszt Lamennais abbénak írt levele)
Liszt minden származására vonatkozó kijelentésében magyarnak vallotta magát, de mégis problémái voltak a magyar nyelvvel. Ismeretes többek közt az 1823. május 1-jei pesti koncert plakátja, melyet saját kezűleg készített. De erre utalnak az 1838. évi pesti árvíz kapcsán tett cselekedetei és nyilatkozatai, melyekben magyarnak vallotta magát. Apja, Liszt Ádám családnevét a pozsonyi gimnázium anyakönyvébe is Lisztnek és nem Listnek írták be. 1823-ban kiállított útlevele is magyar volt, és saját magát magyarnak vallotta. Egyetlen olyan feljegyzés sem maradt fenn, melyben azt állította volna, hogy osztrák vagy német lenne.

### „Franciaként”
Az 1820-as évek elején Liszt és szülei elkezdték a francia nyelvet tanulni, amely hamarosan Ferenc kedvenc nyelve lett, és gyakran ezen a nyelven levelezett. Később Franciaországot tekintette a hazájának is.

## Élete

### Gyermekévek

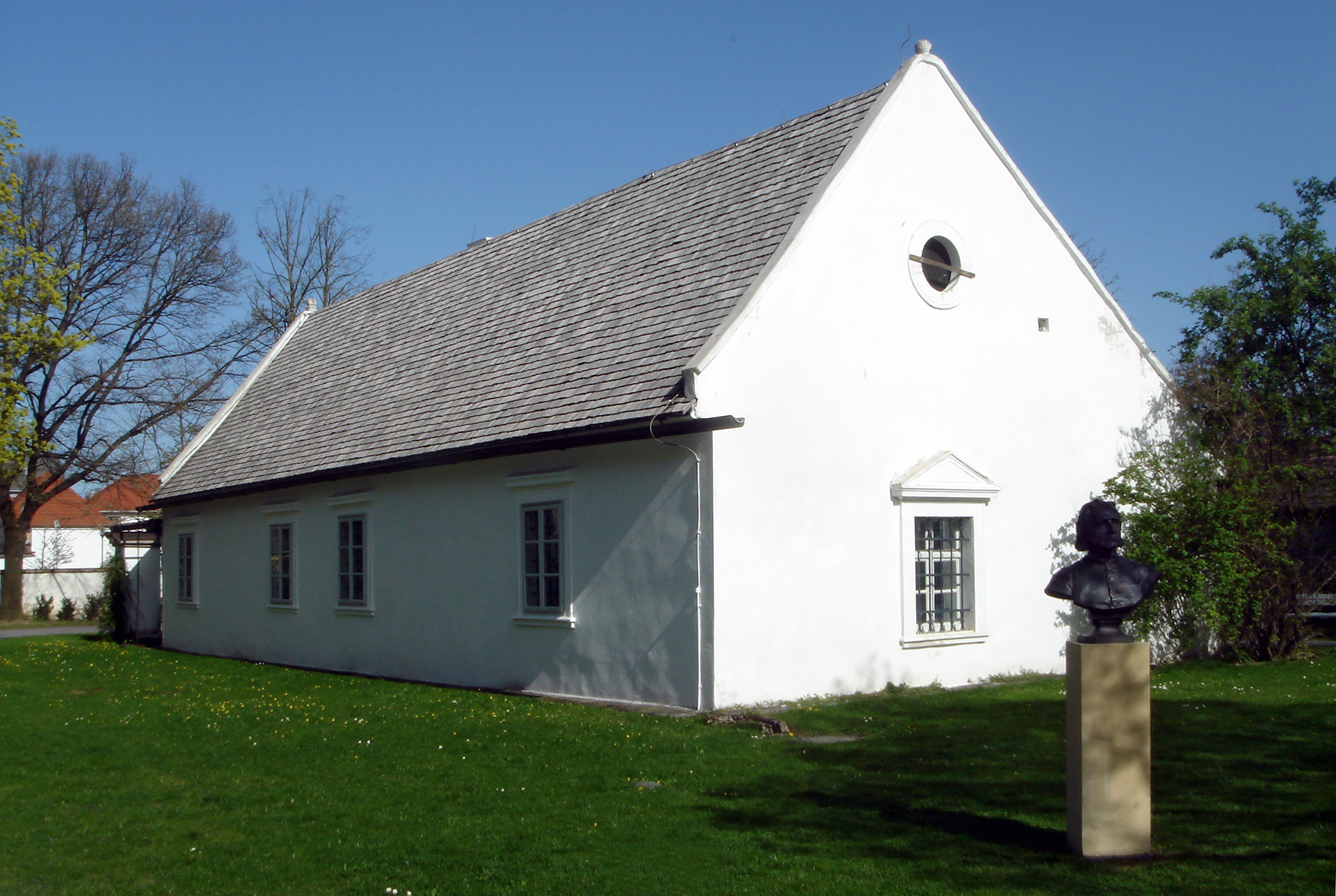
Liszt Ferenc szülőháza

Liszt Ferenc 1811. október 22-én született az akkoriban a Magyar Királysághoz tartozó, Sopron vármegyében található Doborján nevű faluban (a falu, Raiding néven ma Ausztria része). Apja, Liszt Ádám – maga is jó amatőr zenész –, Esterházy Miklós herceg juhászati számadója, anyja Lager Mária Anna, egy kremsi pékmester lánya volt. A gyermeket születése másnapján keresztelték meg a római katolikus plébánián, Lókon. A latin bejegyzés a következő:
| 1811. október 23. |                                                                                |
| (gyermek neve)    | Franciscus L.                                                                  |
| (szülők)          | List Adamus, ovium Rationista Principis Esterhazy et Lager Maria Anna, Reiding |
| (keresztszülők)   | Zambothy Franciscus et Szalay Julianna                                         |
| (pap)             | Mersits Georgius capellanus Lookiensis                                         |

Liszt Ferenc 1824-ben

Liszt Ádám fia fejlődéséről naplót vezetett. Sajnos mára ez a fontos irat elveszett, azonban a francia Joseph d’Ortigue zenekritikusnak köszönhetően számos idézet fennmaradt belőle. Ezekből megtudhatjuk, hogy gyermekként Liszt nagyon beteges volt, egy alkalommal szülei még a koporsót is megrendelték, mivel halottnak hitték. Zenei tehetsége korán megmutatkozott, apja elmondása szerint hatévesen tanult meg zongorázni, saját elhatározásából. Liszt 1874-ben a következőképpen emlékezett vissza gyermekkorának erre a korszakára: „A kottázást magamtól tanultam meg, és sokkal szívesebben gyakoroltam, mint a betűvetést. Kilencéves koromig meglehetősen sok papírt teleírtam hangjegyekkel.”
Liszt a tanulmányait Doborjánban kezdte, a helyi elemi iskolában. A falu iskolájában 6 és 12 év közötti gyerekek tanultak, mindannyiuk tanítója Johann Rohrer (1783–1868) iskolamester, kántor és jegyző volt. Vallásoktatással Stefanis atya foglalkozott. Liszt öt osztályt végzett el (1817–1821), mert a család 1822. május 8-án Bécsbe költözött. A tanítás kizárólag német nyelven folyt, mivel Rohrer csak ezt a nyelvet beszélte.

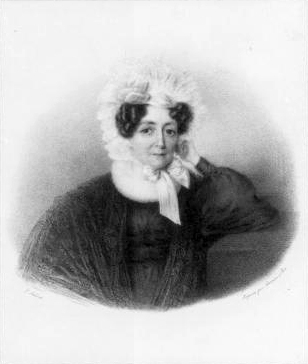
Liszt Ferenc édesanyja, Lager Anna 1830 körül

Liszt Ádám 1819-ben kezdett zongoratanárt keresni a fia számára. Először Johann Nepomuk Hummelhez fordult, aki Weimarban udvari karmester volt. Hummel elvállalta az oktatást, azonban nagyon magas honoráriumot kért, Liszt Ádám pedig ezt az összeget nem tudta kifizetni. A következő kiszemelt tanár, Beethoven egyik tanítványa, a bécsi Carl Czerny volt. Czerny már az első meghallgatás után felismerte a gyermek zsenialitását, és jelképes összegért (1 forint) elvállalta az oktatását, mihelyt a Liszt család Bécsbe költözik. Liszt Ádám anyagi támogatásért fordult Esterházy II. Miklóshoz, a bécsi hercegi ügyintézésben szeretett volna álláshoz jutni, ugyanakkor a herceg anyagi támogatására is számított. 1819. augusztus 4-én írta a híres, Liszt-irodalomban sokat idézett levelét a herceghez, amelyben, miután tájékoztatta a herceget gyermeke tehetségéről, a zenei képzéshez anyagi támogatást kért. Kiszámolta, hogy mekkora lenne az az összeg, amelyből a család is megélne Bécsben és a fiú is tanulhat, a summa évi 1300–1500 forintra rúgott. Ugyanakkor azt is írta a hercegnek, hogy ha megfelelő állást adna neki, akkor megdolgozna a kért összegért, vagy annak egy részéért. A kérvényt azonban visszautasították, ugyanakkor a herceg felajánlotta, hogy alkalomadtán meghallgatja a csodagyereket Kismartonban. Erre 1819 szeptemberében került sor, a kismartoni vadászünnepségek alkalmával.
1820. április 13-án Liszt Ádám ismét levelet írt a hercegnek, amelyben állást kért tőle. Amennyiben ez belátható időn belül esetleg nem lehetséges, akkor egy év fizetés nélküli szabadságot kért gazdájától, hogy áttelepülhessen Bécsbe. A kérvényt ismét elutasították, viszont adtak volna egy egyszeri 200 forintos támogatást, ezt a pénzt azonban Liszt Ádám nem fogadta el.
Liszt Ferenc első nyilvános fellépése 1820. augusztus 31-én volt az écskai Lázár-kastély ünnepélyes avatóján. Második nyilvános fellépése az év októberében, a soproni kaszinóban volt (Ries Esz-dúr zongoraversenyét játszotta – zenekarral), a harmadik fellépése pedig november 26-án gróf Esterházy Mihály (kamarás) pozsonyi palotájában volt. Ez a fellépése annyira elbűvölte a jelenlévőket, hogy öt főnemes, gróf Amadé Tádé, gróf Apponyi Antal (főispán), gróf Esterházy Mihály, Szapáry és Viczai gróf elhatározta, hogy az ifjú tehetség zenei tanulmányait hat éven keresztül, évi 600 forinttal fogják támogatni. Az ösztöndíjat 1822 és 1827 között tervezték folyósítani, így Liszt – miután apja minden doborjáni vagyonát pénzzé tette – elkezdhette bécsi tanulmányait (a beígért összegből azonban nem sokat, talán semmit sem kaptak kézhez). A család 1822. május 8-án vagy 9-én költözött Bécsbe, a zeneszerző ekkor tíz és fél éves volt.

#### A csodagyerek Bécsben
A Liszt család először a külvárosban, Mariahilfben, a Zöld Sünhöz nevű fogadóban (Stiftgasse 92.), az első emeleten bérelt szobát. Kiadásaik jóval nagyobbak voltak, mint amit megengedhettek maguknak, így Liszt Ádám történelem- és latinórákat adott, majd újra Esterházy grófhoz fordult. 1822. június 12-én írt levélben télire egy belvárosi lakást kért a hercegtől, ugyanis a zene- és nyelvtanárok mind arrafelé laktak. Ugyanebben a levélben egy utolsó anyagi támogatást is kért, kérvényét azonban ismét elutasították.
A fiatal Liszt Bécsben Czernytől kapott zongoraleckéket, Antonio Salieri tanította zeneelméletre, ugyanakkor angolul és franciául is tanult. Czerny másfél évig nem volt hajlandó pénzt elfogadni a leckékért, később a következőket írta az emlékirataiba: „Soha nem volt ilyen buzgó, zseniális és szorgalmas tanítványom”. Salieri ugyancsak ingyen oktatta az ifjú Lisztet, ugyanakkor zseniális kottaolvasó képességének köszönhetően gyakran alkalmazta őt zongorakísérőnek énekelni tanuló tanítványai mellett.
1820 körül Anton Diabelli kiadó felhívást intézett a kor zeneszerzőihez, hogy írjanak egy változatot egy bizonyos keringőre. Az ismertebb zeneszerzők, akik teljesítették a felhívást, Franz Schubert, Carl Czerny, Johann Nepomuk Hummel, Ignaz Moscheles – és Liszt voltak. Liszt egyperces zongoraművet adott be. A műveket 1824-ben nyomtatásban megjelentették, köztük a 11 éves zeneszerző darabját is. Ez volt Liszt első nyomtatásban megjelent szerzeménye. Liszték anyagi helyzete – a csodagyerek egyre gyakoribb fellépései révén – némileg javult, és 1822. október 17-én beköltözhettek a belvárosba (Kruger utca 1014. 2. emelet).
Liszt Ferenc első bécsi nyilvános bemutatkozása 1822. december 1-jén volt a Rendek Házában (Landständischer Saal). Hummel a-moll zongoraversenyét játszotta, majd a közönség által megadott témákra rögtönzött. A bécsi tartózkodás legjelentősebb fellépése azonban az 1823. április 13-án délelőtt tartott koncert volt a Redoute kistermében. Ez volt az a hangverseny, amin a – nem bizonyított, bár Liszt által is leírt – legenda szerint megjelent Beethoven is, és homlokon csókolta a gyermek Lisztet. Liszt zenei pályafutását általában ettől a koncerttől szokás számítani.
A pályakezdés időszakára esik Bihari János működésének fénykora, akinek 1822-ben Liszt Ferenc is hallgatta virtuóz játékát és nagy elismeréssel emlékezett meg róla.

#### Koncertek Pesten
1823 áprilisa végén Liszt Ádám Pestre utazott, hogy fiát magyar honfitársainak is bemutassa. Az első, május 1-jei koncertre Liszt Ádám a következő plakátot nyomatta ki:
Tiszteletreméltó közönség!
Magyar vagyok és nem ismerek nagyobb boldogságot, mint azt, hogy neveltetésem és taníttatásom első gyümölcseit Franciaországba és Angliába utaztatásom előtt ragaszkodásom és hálám jeléül drága hazámnak bemutathassam.
Az első koncert a Hét Választó Fejedelemhez címzett fogadó termében volt. Liszt Ries zongoraversenyét és Ignaz Moscheles zongorára és zenekarra írt darabját játszotta. A koncert nagy sikert aratott, másnap több újság is elismerően írt a fiatal zongoristáról. A pesti utazás során hallott a gyermek Liszt először magyar verbunkost. Pesti tartózkodása alatt fellépett még a Királyi Városi Színház 1823. május 10-ei és 17-ei koncertjén, majd 19-én egy zenei rendezvényen vett részt. Végül 1823. május 24-én a fent említett színházban búcsúkoncertet adott, majd 1823 őszén apjával együtt elutaztak Párizsba. Ezt megelőzően Liszt Ádám szabadságának további két évre való meghosszabbítását kérte a hercegtől, de kérését elutasították, helyét mással töltötték be.

#### A csodagyerek Párizsban

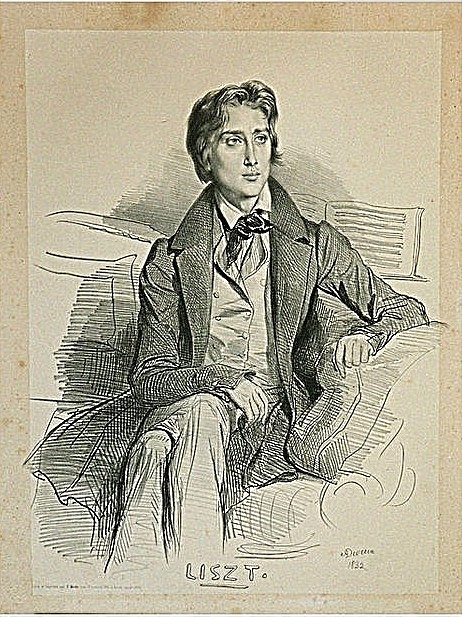
Liszt Ferenc egy 1832-es litográfián

A Liszt család 1823. december 11-én érkezett Párizsba. Liszt Ádám családja számára az Hotel d’Angleterre-ben, a Rue du Mail 10. szám alatt bérelt négy szobát, a híres Sébastien Érard hárfa- és zongorakészítővel szemben. December 12-én kérte fia felvételét a híres párizsi konzervatóriumba, ott azonban az igazgató, a maga is külföldi (olasz) Cherubini azzal az ürüggyel utasította el, hogy külföldieket nem vehet fel. Liszt Ferenc tanulmányait magántanárok segítségével folytatta. Első tanítója Ferdinando Paër (1771–1839) olasz operaszerző és karmester volt, aki zeneszerzésre tanította. A leckék mellett az ifjú Liszt estélyeken lépett fel, ahol némi pénzt kereshetett családja számára. Ugyanakkor Liszt Ádám és Érard között baráti viszony szövődött, így történt, hogy az Érard család anyagilag támogatta az ifjú virtuózt, segítettek a körutak megszervezésében, viszonzásként Liszt Ferenc reklámozta a céget.
Az első párizsi újságcikk az ifjú Lisztről 1823. december 22-én jelent meg a L’Etoile című lapban. Az első nyilvános koncert 1824. március 7-én volt a párizsi Olasz Színházban. A koncert nagy sikerrel zajlott le, Lisztet mint egy újjászületett Mozartot ünnepelték. A koncertet 1824. április 12-én megismételték. A sikerek láttán az operakarmester Paër arra biztatta tanítványát, hogy komponáljon operát. Az akkor 12 éves Liszt – Jean-Pierre Claris de Florian elbeszélésén alapuló – Emmanuel Théaulon és de Rancé librettójára komponált zenét. Az egyfelvonásos opera címe Don Sanche, avagy a szerelem kastélya (Don Sanche ou le château d’amour). Az ősbemutató 1825. október 17-én volt Párizsban, az előadást még háromszor megismételték.

##### Londoni turné
1824 elején Liszt Ádám három hónapos turnéra vitte a fiát Londonba, aki ott két nyilvános koncertet adott, és számos estélyen lépett fel. Az angliai utazás csúcspontja a windsori kastélyban, IV. György brit király előtt június 27-én adott magánkoncert volt. A turnét augusztus 2-án és 4-én a manchesteri Királyi Színházban adott koncerttel zárta. Miután Angliából visszatértek, Liszt Ádám és fia – a zeneszerző anyja időközben visszaköltözött Ausztriába – a párizsi Hotel de Strasbourgba költözött. Az ifjú Liszt egészen 1825 májusáig nem lépett fel sehol, idejét kizárólag a zeneszerzésnek (tizenkét etűdöt írt zongorára) és a gyakorlásnak szentelte, ugyanakkor gyakran járt operába is. Májusban újabb angliai turné következett, amely közel egy hónapig tartott.

##### Újra Franciaországban
1826. január elején a fiatal Liszt hathónapos koncertkörútra indult apjával Dél-Franciaországba. A turné végén, júniusban, visszatértek Párizsba, ahol egészen decemberig zeneelméletet és ellenpontozást tanult egy cseh származású zeneteoretikus-zeneszerzőnél, Anton Reichánál. Miután tanulmányait befejezte, ismét koncertkörútra ment – ezúttal Svájcba. Liszt Ádám megnyugodott, minden arra utalt, hogy fia révbe ért, koncertezett, tanított; képes eltartani magát és szüleit. Ekkoriban történt azonban, hogy a tizenöt és fél éves Liszt lelki válságba jutott, amikor összeütközésbe került apja szándékaival, akinek halála után még tíz évvel is rossz érzésekkel emlékezett vissza erre a korszakra: „…engem, szegény gyermeket bevetett egy fényes társaság közepébe, s e társaság megtapsolta annak a kisfiúnak az akrobatamutatványait, akit a csodagyermek dicső és megszégyenítő bélyegével tisztelt meg. Korai mélabú nehezedett akkor rám, és ösztönszerű ellenszenvvel éltem át a művész-háziállat rosszul leplezett lealacsonyodását.” Vallásos tárgyú könyveket olvasott, végül pedig közölte az apjával, hogy pap szeretne lenni. Liszt Ádám, aki fiatalkorában maga is két évet töltött papi szemináriumban, meggyőzte a fiát, hogy „te a művészeté vagy, nem az egyházé”. A kétségbeesett apa 1827 augusztusában Boulogne-ba vitte pihenni a fiát, de ott Liszt Ádám súlyosan megbetegedett, „gastritis okozta lázat” állapítottak meg nála, és augusztus 28-án, ötvenegy éves korában meghalt. Boulogne-ban temették el. A temetés után a 17 éves Liszt Ferenc visszatért Párizsba, ahol ráfizetéssel eladta Érard-féle zongoráját. Szeptemberben az anyja ismét Párizsba költözött, hogy fia mellett legyen, aki közben felnőtté vált, és lezárult életének első, fontos fejezete.

### Munka és tanulás Párizsban, Genf, Itália és a második bécsi fellépés (1828–1838)

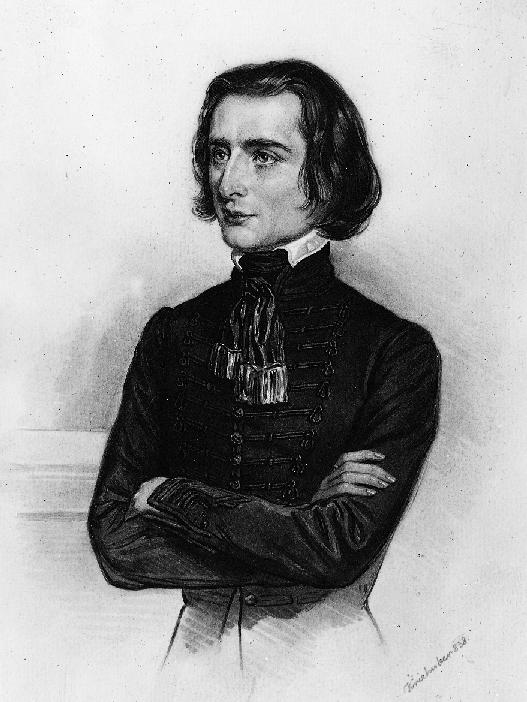
Josef Kriehuber: Liszt Ferenc 1838-ban

Miután visszatért Párizsba, felhagyott a hangversenyturnékkal, és zongoraleckékből tartotta el magát, ugyanakkor az addig egyoldalú műveltségét igyekezett bővíteni. Szerelmes lett egy tanítványába, Saint-Cricq gróf tizenhét éves lányába, Caroline-ba, azonban a lány apja az osztálykülönbség miatt megtiltotta, hogy találkozzanak. Lisztet önérzetében sértette az eset, és annyira megviselte, hogy több újság is a gyászhírét közölte, a L'Etoile pedig nekrológot írt róla. Amikor kigyógyult a bánatából, május 21-én egy kis kompozíciót készített, amely az első magyaros jellegű műve volt: Fáy László és Bihari János verbunkos dallamaihoz komponált variációkat. Ugyanakkor minden szabad idejét az irodalom és a filozófia tanulmányozásának szentelte: Voltaire-t, Rousseau-t, Pascalt, Lamennais-t, Kantot, Schellinget, Hegelt, Victor Hugót olvasott. E világtól elvonult, élettől elszakadt állapotából a Júliusi forradalom ragadta ki. Édesanyja szerint „az ágyú gyógyította meg őt”. A forradalom Lisztből is nagy lelkesedést váltott ki, még egy forradalmi szimfóniát is akart komponálni. A mű ugyan nem készült el, de a vázlatai fennmaradtak, melyekben négy ismert dallamot dolgozott fel: egy huszita dalt a 15. századból, Luther zsoltárját: Erős vár a mi Istenünk, egy francia népdalt és a Marseillaise-t.

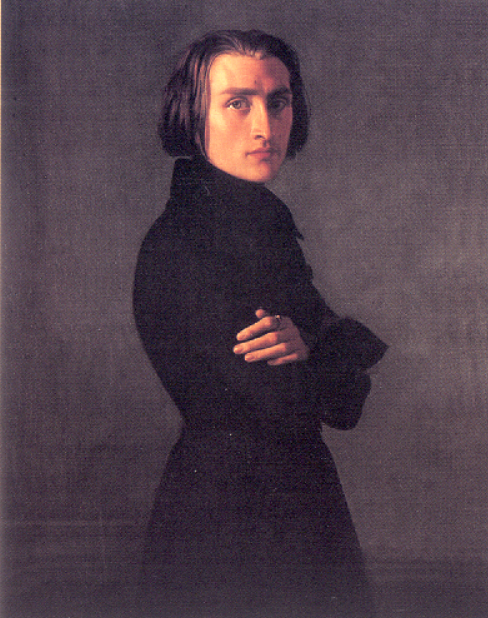
Liszt Ferenc 1839-ben, Henri Lehmann festménye

E vázlatok felhasználásával írta meg később Hősi sirató (Héroïde funèbre) című szimfonikus költeményét. A forradalom után Liszt gyakran látogatta a saint-simonisták szektáját, viszont soha nem volt szektatag. Amikor azonban a szekta vezetői összetűzésbe kerültek a törvénnyel, Liszt is megszüntette a kapcsolatait velük.
A saint-simonisták között ismerkedett meg Liszt Adèle de Laprunarède grófnővel, akivel hosszabb szerelmi kalandba keveredett. A grófnő férjezett volt, férje azonban jóval idősebb volt nála. A kapcsolatról keveset tudunk, mert Liszt titokban szerette volna tartani. Anyja nagyon haragudott fia liezonja miatt, ezért mindenáron meg akarta házasítani, Liszt azonban nem engedett anyjának, és további szerelmi kalandokba is bocsátkozott. 1830 és 1835 között Liszt gyakori vendége volt a párizsi szalonoknak, ahol lényegében a kor szellemi és társadalmi élete folyt. Ilyen alkalmakkor számos muzsikussal, költővel és íróval ismerkedett meg. Szűkebb baráti köréhez olyan egyéniségek tartoztak, mint Hector Berlioz, Frédéric Chopin, George Sand és Lamennais abbé. Berliozzal és Chopinnel közeli barátok is voltak: Liszt Berlioznak több zenekari művét is átdolgozta zongorára: Fantasztikus szimfónia (1833), Overture Les Francs-Juges (A vérbírák-nyitány) (1833), Harold en Italie (Harold Itáliában) (1836), Overture le Roi Lear (Lear király-nyitány) (1836). Berlioz esküvőjén Liszt volt az egyik tanú.
1831. március 31-én hallotta először Niccolò Paganinit játszani, ami után eldöntötte, hogy az ő hegedűstílusának megfelelő zongorajátékot fog kidolgozni. Az első ilyen darab az 1832-ben komponált Clochette-fantázia (Grande fantaisie sur la Clochette de Paganini) volt, amely sok új technikai fogást tartalmazott. Ez a fantázia Paganini 2., h-moll hegedűversenyének 3. tételén (Rondo, Op. 7.) alapult.
1833 januárjában Liszt megismerkedett az akkoriban huszonhét éves, férjezett Marie d’Agoult grófnővel. Ezzel híres szerelmi viszony vette kezdetét, amely 1844-ig tartott. A grófnő idősebbik lányának halála után kapcsolatuk egy rövid időre, 1834 októberétől 1835 márciusáig szünetelt. Ebben az időben Liszt George Sanddal folytatott szerelmi viszonyt.

### Vándorévek

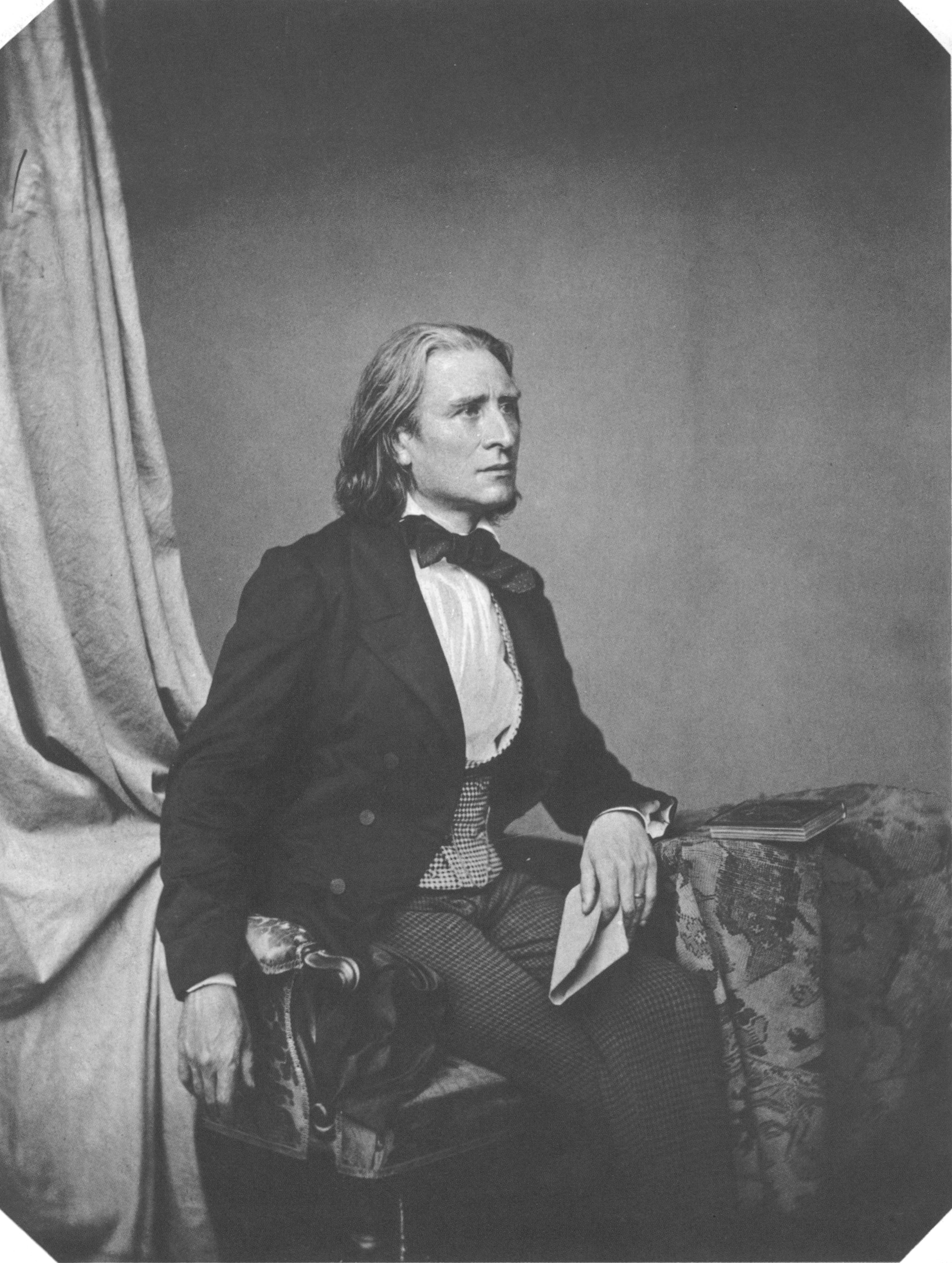
Liszt Ferenc 1860-ban

Amikor Liszt és d’Agoult 1835 márciusában újra találkoztak, a grófnő teherbe esett. A szerelmespárnak menekülnie kellett Párizsból, hogy elkerüljék az előre látható botrányt. Egy időre Genfben telepedtek le. Liszt csupán édesanyját és Lamennais abbét tájékoztatta tervükről. A grófnő 1835. május 26-án búcsúlevelet írt a férjének, ugyanakkor kérte az akkor Frankfurtban tartózkodó anyját, hogy találkozzanak Bázelban, neki személyesen szerette volna elmondani a titkát. Végül azonban írt egy hosszú levelet, és becsúsztatta szállodai szobájának ajtaja alatt. Liszt és a grófnő, Marie, 1835. június 14-éig Bázelban tartózkodott. Innen a Rajna-vízeséshez utaztak Schaffhausenben, majd onnan a Boden-tóhoz. Július 19-én, egy hosszú körutazás után, amely során számos várost és fürdőhelyet végiglátogattak, Genfbe utaztak. Bár a grófnő nagyon gazdag volt, vagyona fölött anyja rendelkezett, hozományát pedig a férje kezelte. Közös megegyezés alapján a férj, Charles D’Agoult 20 ezer frankos évjáradékot adott a feleségének a szökése után.
A szerelmespár Genfben egy sarokházban bérelt lakást (rue Tabazan 1./rue Etienne Dumont 22.). A következő hónapokban Liszt zongoraórákat és kisebb koncerteket adott, és az 1835/36-os tanévben, a téli szemeszter idején, előadásokat hallgatott az egyetemen. 1835 novemberétől az akkor nyílt genfi konzervatóriumban tanított. A félév végén Lisztet tiszteletbeli professzorrá nevezték ki. „Osztálykönyve” máig a genfi konzervatórium tulajdonában van. Komponált is, ekkor írta első svájci ihletésű művét, a Fantasie romantique sur deux mélodies suisses-t. 1835. december 6-án megjelent Liszt első „Egy zenei baccalaureus útilevele” George Sandnak címezve a Gazette Musicale lapjában, Párizsban. Liszt első genfi hónapjairól tudósított.
1835. december 18-án született meg a grófnő és Liszt első közös gyermeke, Blandine. A gyermek anyakönyvében az anya adatait meghamisították, sőt a genfi cím sem volt valódi. 1836 októberében Liszték visszatértek Párizsba, a kislány a Genf melletti Étrembières-ben maradt egy református lelkész családjánál. Blandine 1839 januárjáig nevelkedett itt.

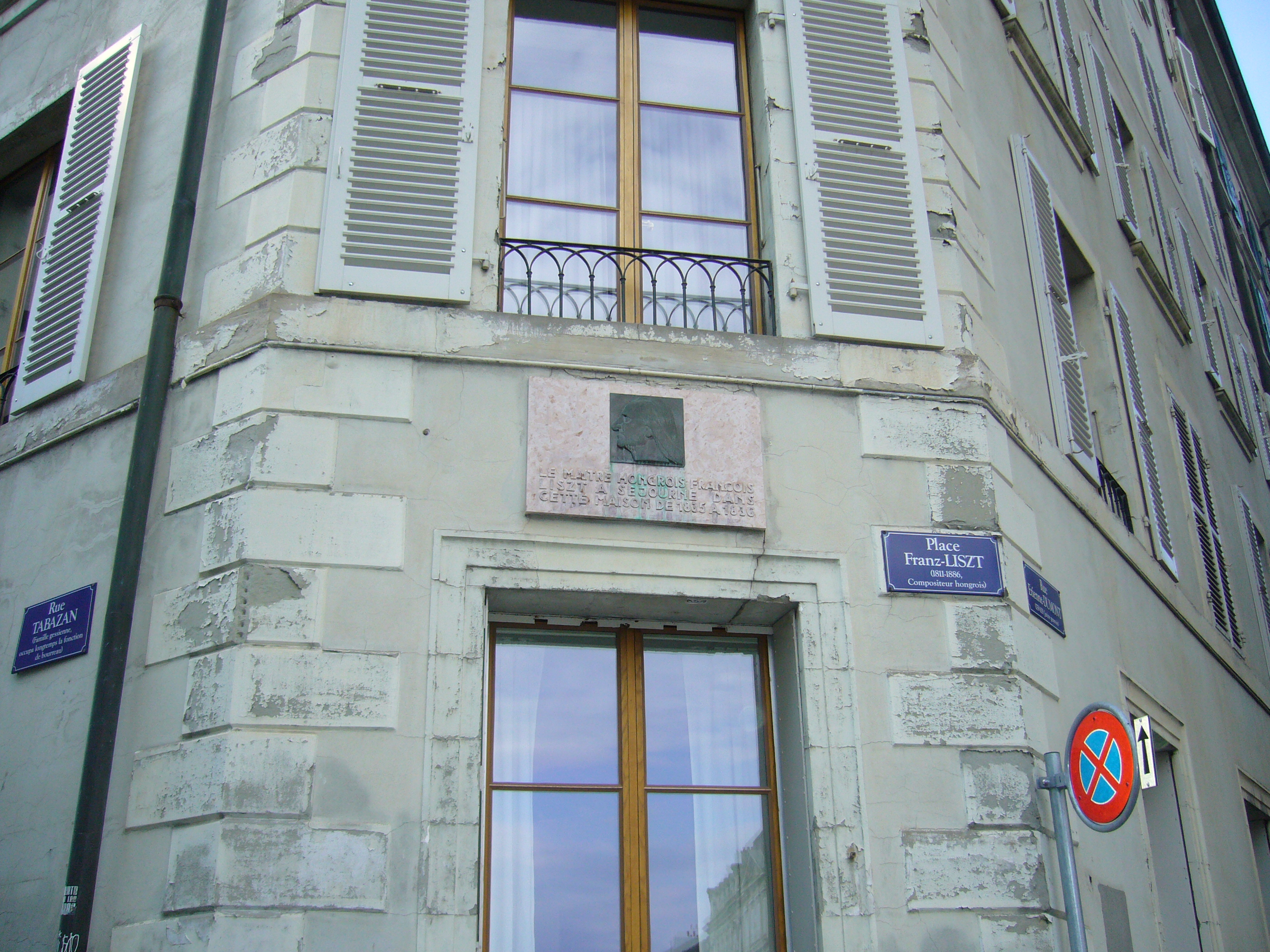
Emléktábla a genfi sarokház falán (ma Liszt Ferenc tér): „Ebben a házban lakott Liszt Ferenc magyar mester 1835-től 1836-ig” (Farkas Zoltán alkotása, 1930-as évek közepe)

1836. április 22-én Liszt Lyonba utazott, ahol három hangversenyt rendezett saját számlájára. A nyarat a Salève hegy lábánál töltötte Marie-val, majd Monnetier-be utaztak. Ősszel visszatértek Genfbe, ahol egy hónapon keresztül vendégül látták a Sand családot. Egyik este Liszt eljátszotta új rondóját, az El Contrabandista címűt, ennek a zenének a hatására írta Sand romantikus novelláját Le Contrabanditer címmel. Októberben Liszt és Marie Párizsba utazott, ahol az Hotel France-ban béreltek lakást és egy nagy szalont. Ebben a szalonban ismerkedett össze George Sand és Frédéric Chopin. Liszt koncerteket adott Párizsban, itt ismerkedett meg Sigismund Thalberg híres zongoristával, akivel 1837-ben zongorapárbajt vívott. A párbajra Cristina Trivulzio Belgiojoso hercegnő palotájában került sor 1837. március 31-én. Thalberg a Rossini műve hatására szerzett Mózes-fantáziát játszotta, Liszt pedig a Giovanni Pacini után szerzett Niobé-fantáziát. A közönség mindkét előadást nagy lelkesedéssel fogadta. Jules Janin zenekritikus, aki a hangversenyről tudósított, megállapította, hogy két ragyogó győztes volt, és egy legyőzött sem. Egy jelenlevő hölgy megjegyezte „Thalberg az első, Liszt az egyetlen zongoraművész a világon”.
Liszt és d’Agoult grófnő 1837. május 4-én hosszabb időre Nohant-ba utazott, George Sand birtokára. Liszt komponálással, Beethoven szimfóniáinak zongoraátirataival töltötte az időt, és Schubert néhány dalának a feldolgozásán munkálkodott. Néhány héttel megérkezésük után Marie és Sand összevesztek, és Liszték Lyonba utaztak. Itt Liszt segélykoncertet adott a munkásfelkelés áldozatainak a javára. A következő hónapokban több városban is megfordultak, majd 1837. augusztus 17-én Bavenóba utaztak, ahonnan egy koncertekkel egybekötött itáliai körutazásra indultak. 1837. december 24-én megszületett Liszt és Marie második gyermeke, Cosima, akit születése után átadtak egy dajkának. Mikor Liszt értesült az 1838-as pesti árvízről, elhatározta, hogy Bécsbe utazik, és koncertet ad az árvíz károsultjai javára. Ekkor döbbent rá magyarságára. Így írt: „Ó, távoli vad hazám! Ismeretlen barátaim! Távoli és nagy családom! Fájdalmaid visszavezettek hozzád és legbensőbb érzéseimben találva megszégyenülten hajtom le fejemet, hogy téged oly soká feledni tudtalak.” Majd: „Mert így kiáltottam fel hazafias rohamomban, […] én is ehhez az ősi és erős fajtához tartozom, én is ennek az őseredeti, megszelídíthetetlen nemzetnek vagyok fia”. Bécsben összesen nyolc koncertet adott, melyeknek a bevételeiből 24 ezer forintot utalt át az árvíz áldozatainak, ezután visszautazott Itáliába, és folytatta elkezdett koncertkörútját. Időközben első gyermekük, Blandine betöltötte harmadik életévét, így szülei magukhoz vették. 1839. május 9-én megszületett Liszték harmadik gyermeke, Daniel, akit testvéreihez hasonlóan dajkához adtak. A szülés után Marie fürdőkúrára ment Luccába, itt döntötték el, hogy visszatér Párizsba, Liszt pedig több hónapig tartó hangversenykörútra indul. Az elválás előtt egy Pisához közeli halászfaluba, San Rossorébe költöztek egy nyaralóba. Októberben visszatértek Párizsba, útközben azonban magukhoz vették Cosimát. Párizsban Marie lakást bérelt, a két kislányt pedig Liszt anyjához költöztették. Liszt – ezúttal egyedül – elindult Velencébe, innen Triesztbe majd végül Bécsbe, ahol 1839. november 15-én megkezdte virtuóz karrierjét.

### A zongoravirtuóz

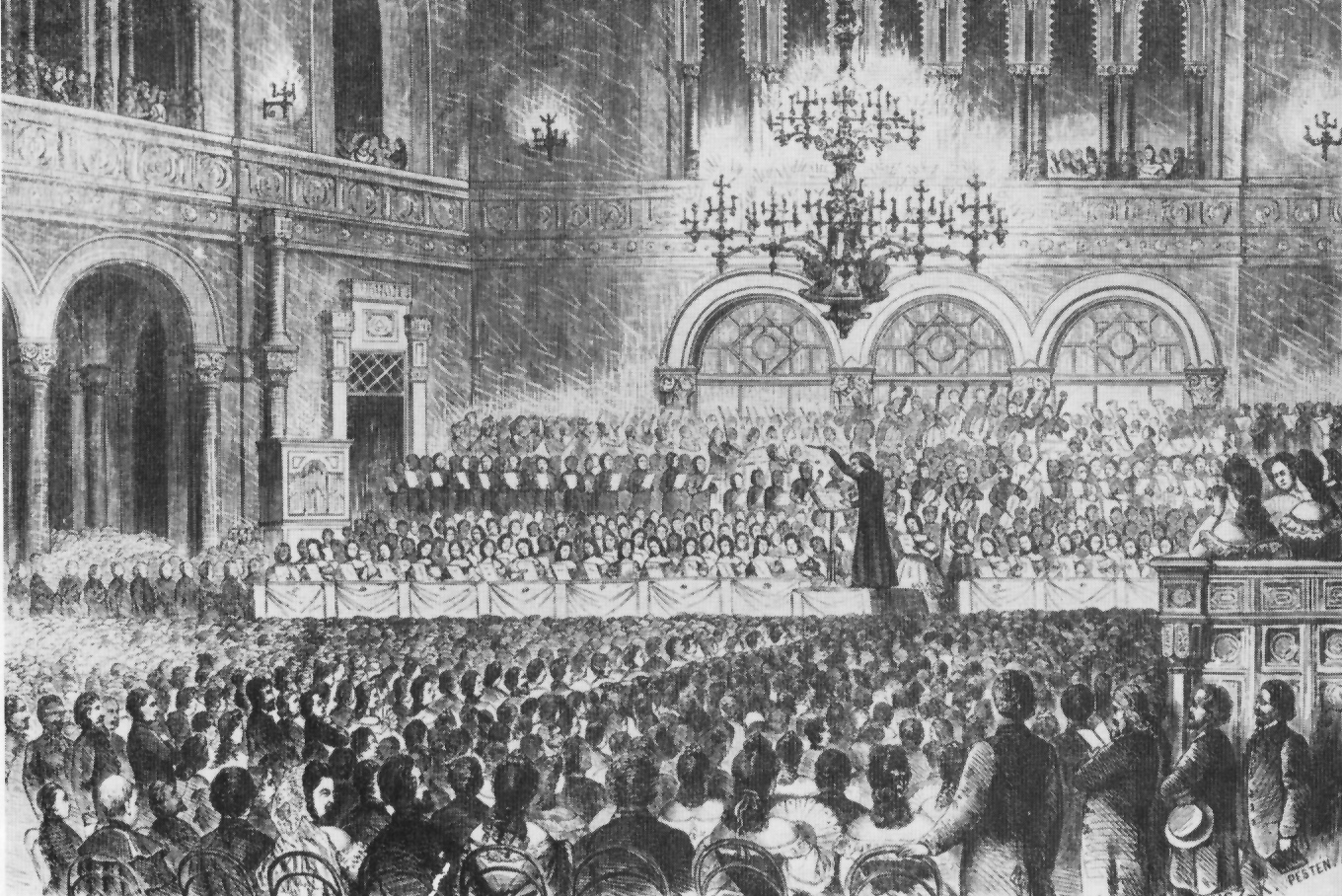
Liszt vezényel az árvízkárosultak megsegítésére rendezett koncertjén a Vigadóban (1839)

Liszt 1839. november 15-én reggel érkezett Bécsbe, ahol kilenc hangversenyt rendezett saját számlájára. A saját koncerteken kívül még hétszer működött közre más művészek koncertjein. 1839. december 18-án Pozsonyba utazott. Itt éppen országgyűlés volt, így Lisztnek alkalma adódott számos magyar államférfival megismerkedni, sőt részt vehetett az országgyűlés egyik ülésén is. Batthyány Lajosnál vacsorázott és Széchenyi Istvánnak is bemutatták. Pozsonyban Liszt két koncertet adott, majd december 22-én Pestre utazott, ahol Festetics Leó palotájában szállt meg a Szél utcában (ma Nádor utca). Pesten összesen kilenc koncertet adott, ebből négyet saját számlájára, ötöt pedig jótékonysági célokra. A pesti látogatás csúcspontja a Magyar Színházban rendezett 1840. január 4-ei hangverseny volt, amikor a koncert végén Festetics gróf egy drágakövekkel díszített kardot adott át a zongoraművésznek, amit egy rövid magyar nyelvű beszéd után, a magyar nemzet nevében nyújtott át. Liszt franciául köszönte meg a kardot. Január 11-én újabb koncertet adott a Nemzeti Színházban, ezúttal a létesítendő „Nemzeti Conservatorium” (Nemzeti Zenede) javára. 1840. január 15-én este Liszt elhagyta Pestet, és először Győrbe, majd Pozsonyba, innen pedig Bécsbe utazott. Liszt pesti tartózkodásával kapcsolatban Vörösmarty Mihály egy verset írt Liszt Ferenchez címmel („Hírhedett zenésze a világnak…”). Ezt a verset Kodály Zoltán 1936-ban, a jubileumi Liszt-évben, megzenésítette.
Március 1-jén Liszt elhagyta Bécset, és Prágába utazott, ahol hat koncertet adott. Innen Drezdába, Lipcsébe végül pedig Párizsba ment koncertfellépésekre. Május elején Angliába indult, ahol további koncerteket adott. Itt egy hangversenyszervezőnek megígérte, hogy részt fog venni egy művészcsapat tagjaként az angol vidéken szervezett turnén. Anglia után egy Rajna menti körút következett, amelyre Marie is elkísérte. Október 26. és november 11. között Hamburgban adott koncerteket. Az első hangverseny bevételét a város szegényeinek adományozta. Hamburg után ismét angliai turnéra indult, mely 1841. június elejéig tartott. Londonból Hamburgba utazott egy zenei fesztiválra. Július 15. és 26. között Koppenhágában tartózkodott. Hét alkalommal zongorázott VIII. Keresztély dán király előtt, aki kitüntette a Daneborg-renddel. Augusztustól Liszt, Marie és két lányuk három hónapig a Nonnenwerth szigeten pihent, majd novemberben Marie és a lányok visszamentek Párizsba, Liszt pedig németországi turnéba kezdett. Königsbergben, ahol két koncertet adott, a Königsbergi Egyetem Bölcsészettudományi Kara 1842. március 14-én kinevezte a zenetudomány tiszteletbeli doktorává. 1842. április 16-án Szentpétervárra utazott, ahol összesen nyolc nyilvános koncertet adott, melyek mind nagy sikernek örvendtek, ugyanakkor jelentős bevételt is hoztak a zongoraművésznek. Május 28-án Liszt elhagyta Szentpétervárt, és gőzhajóval Lübeckbe utazott, ahonnan útikocsival Párizsba ment. Párizsban az anyja házában lakott, ahol a három gyereke is volt. (Danielt 1841 őszén vette vissza a dajkától Anna Liszt). Július 18-án Liszt Liège-be utazott, 24-én Brüsszelbe, ezt követte számos más fellépés Németországban, Hollandiában, Belgiumban, Lengyelországban és Oroszországban, ahol többször is fellépett. 1841-ben járt először Weimarban (ahol nemsokára megtelepedik), Marija Pavlovna nagyhercegnő udvarában, ahol jótékony célú hangversenyt adott, és kitüntetést is kapott érte. 1842-ben – a működő karmester jogait nem csorbítva – kinevezték Kapellmeisterré, melynek fejében évente három hónapot kell Weimarban töltenie.
1844 áprilisában az akkor már gyakorlatilag négy éve különélő (néhány nyarat még együtt töltöttek) Liszt és Marie végleg szakítottak. A szakításhoz jórészt Liszt nyilvánosságra került szerelmi afférjai vezettek, például a drezdai Lola Montez táncosnővel. Az esetről számos cikk jelent meg a nemzetközi sajtóban, olyan állításokkal, hogy Liszt feleségül akarja venni a táncosnőt. Liszt valóban gondolkodott a házasságon, de nem a táncosnő volt a jelölt, hanem Valentine Cessiat, Lamartine unokahúga, aki azonban visszautasította. A lányt akkor ismerte meg, amikor meglátogatta Lamartine-t, Chateâu de Saint-Pont-ban lévő otthonában. A sértett Marie 1844-ben Daniel Stern álnéven kiadta – íróilag gyenge, stílusában esetenként a jó ízlést sértő – önéletrajzi regényét Nélida címmel, amely a másik oka volt a szakításnak.
A szakítás után Liszt két koncertet adott az Olasz Színházban, mindkettőt nagy siker övezte, a sajtó is számos lelkes kritikát jelentetett meg róla. Az 1841 és 1844 közötti párizsi koncertek Liszt zongora-virtuóz pályafutásának a csúcspontját jelentették.

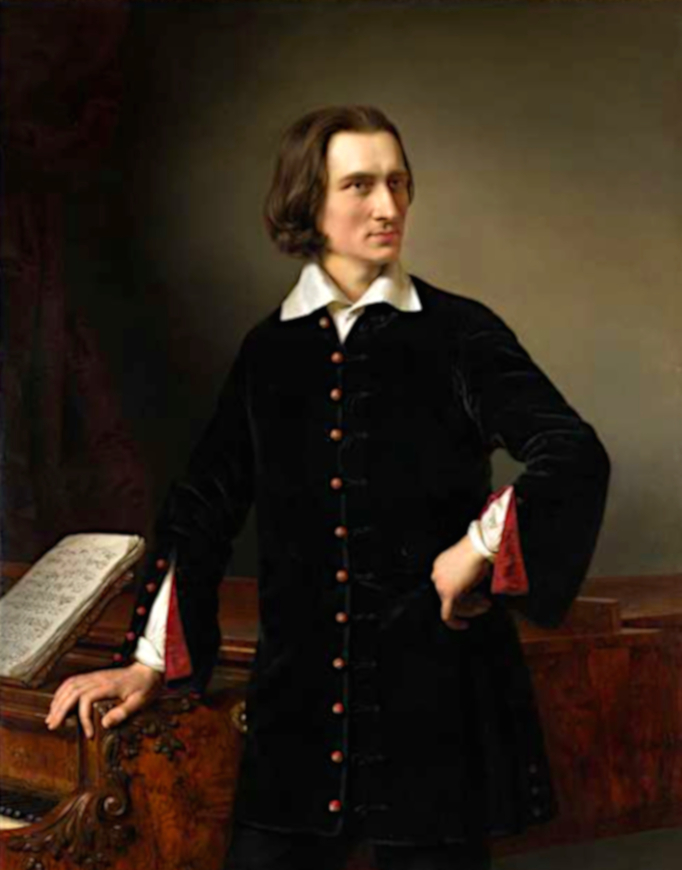
Liszt Ferenc 1847-ben (Barabás Miklós festménye)

1844 júniusában Liszt Dél-Franciaországba indult hangversenykörútra. Fellépett Lyonban, Marseille-ben, Toulouse-ban, Bordeaux-ban, Pau-ban. Október 22-étől spanyolországi, illetve portugáliai körúton vett részt. 1845 áprilisában, a koncertkörút végén, Svájcba ment, ahol találkozott Joachim Raffal, aki segítette hangszerelői munkájában. A következő hónapokban számos európai városban koncertezett (Bázel, Zürich, Bonn, Brühl). Bonnban részt vett a Beethoven-ünnepségen, amely után megbetegedett, sárgaságot kapott. Betegsége alatt Maria Kalergis grófnő ápolta, akivel 1845. augusztus végén gyógykúrára utazott Baden-Badenbe. Szeptembertől a következő év januárjáig Franciaországban koncertezett. I. Lajos Fülöp francia király a Becsületrend lovagjává nevezte ki.
1846. február végén Liszt Bécsbe utazott, ahol a London városához címzett szállodában szállt meg. Bécsben számos koncertet adott, melyek virtuóz pályafutásának újabb csúcspontját jelentették. 1846. április 30-án este gőzössel Pestre utazott, itt Az angol királynőhöz nevű szállodában bérelt lakosztályt. Az egyik este – a Nemzeti Színházban adott előadása után – a színház kórusa és zenekara Erkel Ferenc vezényletével szerenádot adott a hazatért művésznek. Liszt május 14-éig Pesten tartózkodott, és összesen öt koncertet adott, köztük jótékonysági hangversenyeket is a Nemzeti Zenede, a Polgári Őrhad, a Pesti Nőegylet és a József fiúárvaház javára. Ezután visszatért Bécsbe, és ott maradt szeptemberig.
1846 októberének elején Liszt magyarországi hangversenykörútra indult (Pest, Szekszárd, Nádasd, Pécs, Temesvár, Bánlak, Arad, Lugos, Nagyszeben, Kolozsvár és Nagyenyed). Decemberben Liszt elhagyta Magyarországot, és Teleki Sándor, Karátsonyi Guido és Bethlen Gábor grófok kíséretében Bukarestbe utazott, ahol három koncertet adott. 1847. január 13-án a zongoraművész Jászvásárba utazott, ahol a Moldvai Fejedelemség pénzügyminiszterénél lakott. Innen január 25-én Kijevbe utazott. Itt ismerkedett meg az éppen üzleti úton levő Carolyne zu Sayn-Wittgenstein hercegnővel, aki Liszt jótékony célú koncertjére komoly összeget küldött. Liszt meglátogatta a hölgyet, és szinte rögtön egymásba szerettek. A hercegnő, aki férjétől, a német származású Wittgenstein hercegtől külön élt, meghívta Lisztet saját birtokára Woronińcébe, amit Liszt el is fogadott, és két hetet töltött a hercegnő társaságában. Az ukrán tartományokban tartott koncertek után Liszt elhagyta Oroszországot, Galíciába és Bukovinába utazott, az Osztrák Császárság keleti tartományaiba. 1847. június 5-én pedig hajóra szállt, és Törökországba utazott, ahol több koncertet adott. Július 16-án Galați-ba utazott, ahol egy járvány miatt tíz napig karanténba zárták a várost, így Liszt csak 26-án indulhatott tovább. Galați-ból Odesszába ment, majd szeptember 20-án Jeliszavetgradba. Az itt adott koncertekkel zárta le virtuóz pályafutását.

### Liszt Weimarban (1848–1861)
Liszt Ferenc 1848. január 31-én Weimarban telepedett le. Először a Trónörököshöz címzett szállodában szállt meg a piactéren, a város központjában. Nemsokára megkezdte karmesteri tevékenységét. Azt a pálcát használta, melyet Wittgenstein hercegnőtől kapott a következő ajánlással: „Inkább vezényeljen, mint zongorázzon”. 1848. február 16-án debütált operakarmesterként Friedrich von Flotow Márta című operájában. Márciusban Liszt Drezdán, Boroszlón és Ratiboron át Krzyzanowitzba utazott, hogy fogadja az Oroszországból, kislányával együtt kiszökő Wittgenstein hercegnőt. Február 26-án Drezdában megszakította az útját egy napra, és az Hotel de Saxe-ban pihent meg. Itt ismerkedett meg Richard Wagnerrel, akivel élethosszig tartó, szoros barátságot kötött. A hercegnő április 18-án érkezett meg Krzyzanowitzba, tizenkét nappal Liszt érkezése után. A késés oka a kétféle naptár, az orosz és a Gergely-naptár közötti különbség volt. A hercegnő elutazása előtt eladott néhány birtokot, így több millió rubelt vitt magával külföldre. A pénz nagy része abban a kocsiban volt, melyet Liszt bocsátott a rendelkezésére. Találkozásuk után Liszt, Carolyne hercegnő és Carolyne lánya, egy bécsi, kismartoni és doborjáni kitérővel, Weimarba indultak.
Weimarban Carolyne egy nemesi kúriát bérelt (Altenburg-kúria), Liszt pedig a látszat kedvéért az Erbprinz szállóban lakott továbbra is. Augusztusban az anyagi gondokkal küzdő Wagner meglátogatta őt, Liszt pedig, hogy segítsen barátján elhatározta, hogy bemutatja a Tannhäusert Weimarban. Carolyne hercegnő összebarátkozott Károly Frigyes szász–weimar–eisenachi nagyherceg feleségével, Marija Pavlovnával, aki védelmébe vette a hercegnőt és a lányát, Marie-t. Liszt Weimarban új művészi korszakához érkezett, a komponálásra koncentrált, zenekari műveket kezdett írni, itt vált a zongora után a „zenekar művészévé”, és ekkor születtek igazán nagy és legnépszerűbb művei (első szimfonikus költeménye, az Amit a hegyen hallani, vagy a híres Les Préludes, a Faust-szimfónia és mások).
Az év végén a hercegnőhöz költözött az Altenburg-kúriába. Habár a házasságlevél nélküli együttélést a korabeli Weimarban törvénytelennek és felháborítónak tartották, Liszt és Carolyne hercegnő együttélését különleges helyzetük miatt mind az udvar, mind a társaság elfogadta. A Liszt számára írt udvari meghívásokat 1861-ig ennek ellenére a szállodába küldték, és nem a kúriába. Amikor Carolyne-t a cár száműzte Oroszországból, ez az eltűrt kivételezettség is megszűnt, a hercegnő már nem volt szalonképes, nem szívesen fogadták sehol. Ennek ellenére nagy házat vezettek (Altenburg-kúria), a hercegné állandóan vendégeket hívott, zenészek, festők, írók, színészek fordultak meg (néha laktak is) náluk. Még egy kis Liszt-múzeumot is berendezett, ahol a Lisztnek ajándékozott tárgyakat gyűjtötték össze. Weimarban Liszt visszavonult, mint zongoraművész, már csak itt játszott nyilvánosság előtt (több zongora is volt a házban, például Beethoven zongorája is, melyet Liszt később végrendeletében a Magyar Nemzeti Múzeumra hagyományozott).
1849. május elején Drezdában felkelés tört ki. Wagner, aki karmester volt Drezdában, a felkelés vezetőihez tartozott, így a felkelés leverése után el kellett hagynia a várost. Weimarba menekült, Liszthez, és az Altenburg-kúriában lakott. Amikor megérkezett, a Lohengrin partitúrája volt nála, amin éppen dolgozott.
1849 októberében, mikor Liszt értesült a magyar szabadságharc leveréséről, az első magyar miniszterelnök Batthyány Lajos és az aradi vértanúk kivégzéséről, megkomponálta Funérailles című híres zongoradarabját, és nekilátott a Hősi sirató című, immár nyolcadik szimfonikus költeménye megírásának. Később Liszt megtudta, hogy meghalt Chopin, ekkor elhatározta, hogy barátja emlékére könyvet ír. A könyv 1850 nyarán készült el, és először francia nyelven jelent meg folytatásokban 1851 februárja és augusztusa között, a La France Musicale folyóiratban, majd 1852-ben könyv formájában is kiadták.

#### Liszt mint karmester

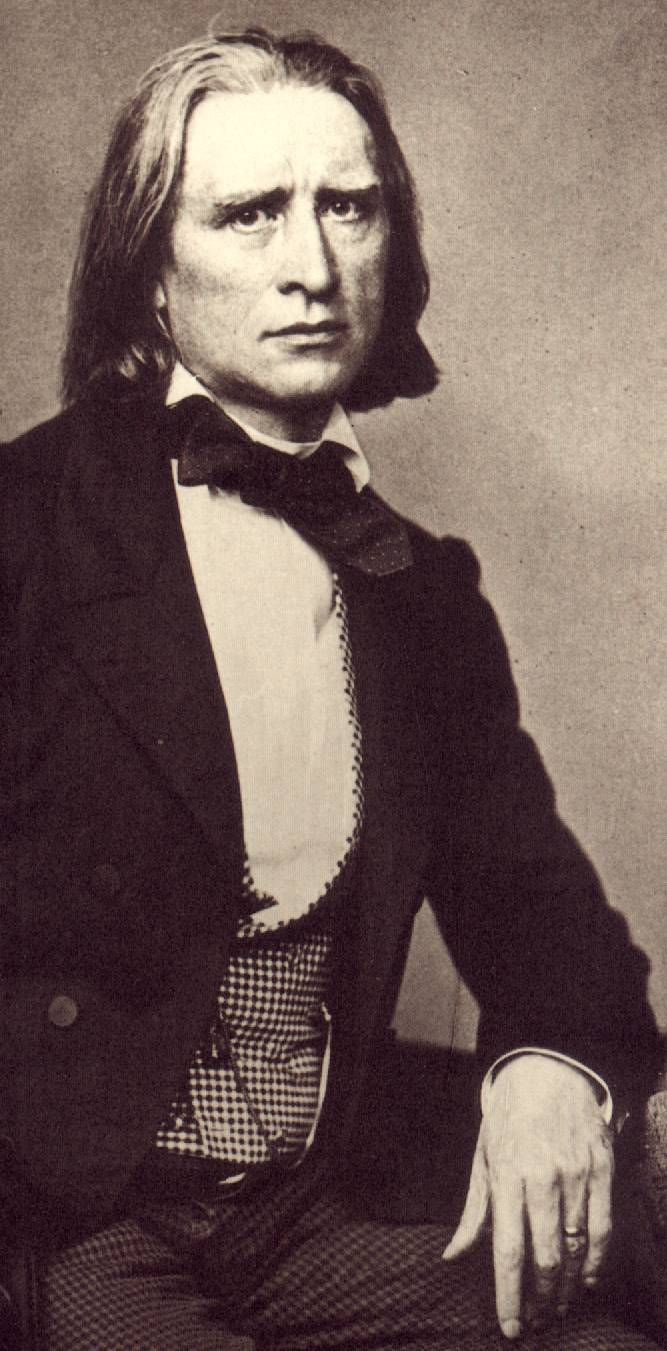
Liszt Ferenc 1858-ban (Franz Hanfstaengl fényképe)

Liszt Weimarban mint udvari karmester dolgozott, évente három hónapi szolgálati idővel. A fennmaradó idővel tetszése szerint rendelkezhetett. Ezekben az években – Raabe adatai szerint – Liszt 1858-ig évi 1660 tallért kapott, 1000 illetve 330 talléros részletekben. Liszt tizenegy év alatt (1848–1858), mint karmester huszonkilenc operát mutatott be Weimarban, és összesen negyvenhét operát vezényelt. Liszt leggyakrabban a következő operákat dirigálta: Don Giovanni, Lohengrin, Tannhäuser és Fidelio, 1850. augusztus 28-án pedig elvezényelte Wagner Lohengrinjének ősbemutatóját. 1851-ben Liszt átdolgozta az 1837-ben komponált tizenkét Nagy etűdjét és az 1838-ban írt hat Transzcendens Paganini-etűdjét, és véglegesítette azokat a változatokat, amelyeket ma is játszanak Transzcendens etűdök, illetve Paganini-etűdök címen. 1852-ben Liszt anyját egy baleset után (leesett a lépcsőn és eltört a lába) az Altenburg-kúriába vitték, ahol felgyógyulásáig több hónapot töltött. Ugyanebben az évben Liszt elfogadott egy meghívást – Weimarba költözése után először vállalt városon kívüli fellépést – a 3. Ballenstedti Zenei Ünnepek alkalmából. Augusztus 15-én a weimari katolikus templomban bemutatta a férfikarra és orgonára komponált, eredetileg Szekszárdnak szánt miséjét. 1852 őszén és 1853 januárjában megkomponálta a zongorára írt főművét, a hatalmas h-moll szonátát. A szonáta 1854-ben jelent meg, Robert Schumann-nak ajánlva. 1852 novemberében rendezte Liszt az első Berlioz-hetet a zeneszerző jelenlétében. 1853-ban Liszt a Magyar rapszódiák végleges változatain dolgozott. A rapszódiák az 1840–47 között feldolgozott huszonkét magyar dallamból keletkeztek. Ugyanebben az évben Hans von Bülow zongorista zongoraleckéket vett Liszttől. Júniusban a pesti hegedűvirtuóz, Reményi Ede és húszéves hamburgi zongorakísérője, Johannes Brahms meglátogatták Lisztet Weimarban. Liszt mindkét fiatal művészt az Altenburg-kúria szállásolta el. Az egyik estélyen, amikor Lisztet arra kérték, hogy új, harminc perces h-moll szonátáját adja elő, Brahms – állítólag – elaludt az előadás alatt.
Júliusban Liszt Zürichbe ment, hogy meglátogassa Wagnert. Szeptemberben Hans von Bülow társaságában Karlsruhéba utazott, hogy előkészítse Dél-Németország első zenei ünnepségét. A fesztivál után Bázelba utazott, ahol ismét Wagnerrel találkozott, majd együtt Strasbourgba mentek, innen pedig Párizsba. Ott – az időközben hozzájuk csatlakozott Carolyne-nal és lányával együtt – meglátogatták Liszt gyermekeit, a tizennyolc éves Blandine-t, a tizenhat éves Cosimát és a tizennégy éves Danielt. (Ekkor ismerkedett meg Wagner későbbi – második – feleségével, Liszt lányával, Cosimával.) 1854 januárjában Carolyne hercegnő hivatalos értesítést kapott, hogy a cár száműzte őt Oroszországból, és a birtokait elkobozta. A száműzés oka az volt, hogy a hercegnő nem volt hajlandó házassági viszonyának a rendezésére. Liszt az év első felében kilenc operát és két színpadi kísérőzenét dirigált. Az előadásokkal kapcsolatosan tizenegy tanulmányt írt ezekről a művekről, francia nyelven. Ugyanebben az évben Liszt vezetésével öt szimfonikus költeménynek volt ősbemutatója: Orpheus, Les Préludes, Mazeppa, Tasso és az Ünnepi hangok. Júliusban részt vett a rotterdami fesztiválon. Szeptemberben és októberben komponálta fő szimfonikus művének, a Faust-szimfóniának első változatát. Ugyanebben az évben, válaszul Vörösmarty neki írt versére megkomponálta a Hungaria című szimfonikus költeményt. 1855 januárjában Liszt megbízatást kapott a magyar esztergomi érsek hercegprímástól, Scitovszky János bíborostól, hogy az Esztergomban épült új bazilika felavatási ünnepségére komponáljon egy misét. Az Esztergomi mise 1855 márciusában-áprilisában keletkezett, és a bazilika felavatásakor (1856. augusztus 31-én) mutatták be. A bemutatót azonban komoly veszély fenyegette: az addig jóbarátnak hitt Festetics Leó gróf intrikái nyomán a bíboros le akarta mondani. Augusz Antal báró intézte el a – hatalmas sikert hozó – két pesti nyilvános főpróbát augusztus 26-án és 27-én, ezután szinte a közhangulat erőszakolta ki az esztergomi előadást.
Ugyanebben az évben rendezte Liszt Weimarban a második Berlioz-hetet. Ekkor mutatta be Esz-dúr zongoraversenyét is. Augusztus 21-én Lisztet meglátogatta három gyermeke, ekkor döntött Liszt arról, hogy két lánya Bülow bárónénál, Hans von Bülow anyjánál nevelkedjen Berlinben. December hatodikán koncertet adott Berlinben, s bár a közönség jól fogadta, a berlini sajtó negatív kritikát jelentetett meg róla. Liszt nagyon csalódott volt. 1856. január 15-én Bécsbe utazott, hogy a Mozart-centenárium alkalmából két hangversenyt vezényeljen. Február második felében megszervezte a harmadik Berlioz-hetet, ahol Berlioz vezényelte Kalóz-nyitányát és a Faust elkárhozását. Márciusban Bülow megkérte Cosima kezét. Augusztusban Esztergomba utazott, ahol meglátogatta az új bazilikát és kipróbálta az orgonát. Innen Pestre ment, ahol a Magyar Nemzeti Múzeum dísztermében augusztus 26-án és 27-én megtartotta a már említett két nyilvános főpróbát az Esztergomi miséből. A mise esztergomi bemutatója után, szeptember 4-én a Belvárosi plébániatemplomban is eljátszották a művet. Októberben Carolyne-nal együtt Zürichbe utazott, hogy meglátogassák Wagnert, ahol megünnepelték Liszt negyvenötödik születésnapját. Svájcot november 27-én hagyták el, és Münchenbe utaztak, ahol decemberig maradtak. Itt találkozott Wilhelm von Kaulbachhal, aki megfestette híres mellképét.
1857. január 7-én Liszt a weimari zenekar nyugdíjpénztára számára évente rendezett jótékonysági hangversenyt dirigálta a weimari udvari színházban. Ezen a hangversenyen került sor a Hegyi szimfónia végleges változatának, és a 2., A-dúr zongoraverseny ősbemutatójára. Februárban a Gewandhaus-zenekar nyugdíjalapja számára rendezett jótékonysági hangversenyen lépett fel, néhány művét vezényelte el (utána erős sajtótámadás indult ellene). Március hatodikán Bécsben egy hangverseny keretében bemutatta a Les Préludes-öt és első, Esz-dúr zongoraversenyét. Egy kritikus kivételével a bécsi zenekritikusok elutasították Liszt műveit. Március végén és április elején Liszt megbetegedett, lábán hólyagok és kelések keletkeztek. Alig tudott állni és járni. Május végén, az Alsó-rajnai Zenefesztiválon vezényelt. Szeptemberben ő szervezte meg Károly Ágost szász–weimar–eisenachi nagyherceg születésének századik évfordulójára rendezett ünnepségsorozat keretében megrendezett zenei programot. Szeptember 5-én az udvari színházban történelmi jelentőségű koncertre került sor, amely Liszt legfontosabb weimari hangversenyi közé tartozik. A következő műveket dirigálta a sajátjai közül:
1. A művészekhez – férfikarra és zenekarra,
2. Az ideálok – szimfonikus költemény,
3. Faust-szimfónia – ősbemutató,
4. Weimari népdal – férfikarra és kürtre.

Ebben az időszakban már egyre hevesebb és rosszindulatú támadások folytak Liszt és művei ellen. Általában azonban nem a művek kvalitását kérdőjelezték meg, sokkal inkább a Liszttel szemben táplált előítéletek szították ezeket a kirohanásokat. Liszt művészetével kapcsolatban ritkák az elemző (különösen vele szimpatizáló) írások. A Schumann alapította, de ebben az időben Franz Brendel által irányított Neue Zeitschrift für Musik az egyik ilyen tekintélyes folyóirat. A Brahms körül csoportosult művészek (akik közül nem kevesen éppen Liszt vendégszeretetét és segítőkészségét élvezték), például Joachim József, Bernhard Scholz, Julius Otto Grimm és Clara Schumann, nyilatkozatot jelentettek meg a berlini Echo című lapban, amelyben elítélték Lisztet és a „Zukunftmusik” körét (Bülow, Bronsart, Klindworth, Tausig, Cornelius, és mindenekelőtt Wagner). Liszt ennek ellenére tovább dolgozott, komponált, de nyilvános fellépéseit megritkította.
1857. augusztus 18-án megtörtént Liszt kisebbik lánya, Cosima és Hans von Bülow esküvője. Mindössze két hónappal később, október 22-én a másik lánya, Blandine is férjhez ment, Émile Ollivier francia politikushoz.
November 7-én a Prométheusz szimfonikus költeményét és Dante-szimfóniájának ősbemutatóját vezényelte a drezdai udvari színházban. November 10-én Boroszlóban, Moritz Schön vezényletével bemutatta Hősi sirató című szimfonikus költeményét, majd december 29-én a Hunok csatája című művét mutatta be a weimari udvari színházban.
1858. január 27-én egy Mozart-hangversenyt dirigált az udvari színházban, március elején pedig Prágába ment vezényelni, ahol a végzős medikusok javára adott hangversenyt (Az ideálokat, az A-dúr zongoraversenyt és a Dante-szimfóniát adták elő). Prágából Bécsbe utazott, ahol a Vigadó nagytermében két alkalommal is elvezényelte az Esztergomi misét. Április 10-én Pestre utazott, ahol a Nemzeti Múzeumban, másnap pedig a Belvárosi templomban játszották el az Esztergomi misét. Április 11-én, vasárnap délelőtt, egy ferences kolostorba látogatott azzal a szándékkal, hogy belépjen a Harmadik Rendbe. A ferencesek templomában az apát a mise után ebédre hívta, majd utána a templomban lezajlott az ünnepélyes felvétel. Ezt követően Liszt visszautazott Bécsbe, majd Konstantin von Hohenzollern-Hechingen meghívására Sziléziába, Löwenbergbe utazott, május másodikán pedig visszatért Weimarba. Július 25-én egy nyilvános zenekari próba keretében az udvari színházban bemutatta Hamlet című szimfonikus költeményének első változatát. Augusztustól Carolyne-nal és annak lányával egy hosszabb nyaralásra indultak a tiroli Alpokba, Münchenbe és végül Salzburgba. Október 20-án tértek vissza Weimarba. 1858. december 15-én Liszt Peter Cornelius A bagdadi borbély című operájának az ősbemutatóját vezényelte (ekkor már Weimarban is egyre erőteljesebbé váltak a Liszt elleni támadások). A bemutató botrányba fulladt – a közönség kifütyülte Lisztet –, amely után Liszt lemondott a karmesteri állásáról, élete hátralevő részét kizárólag a zeneszerzésnek kívánta szentelni.

#### Az utolsó évek Weimarban (1859–1861)

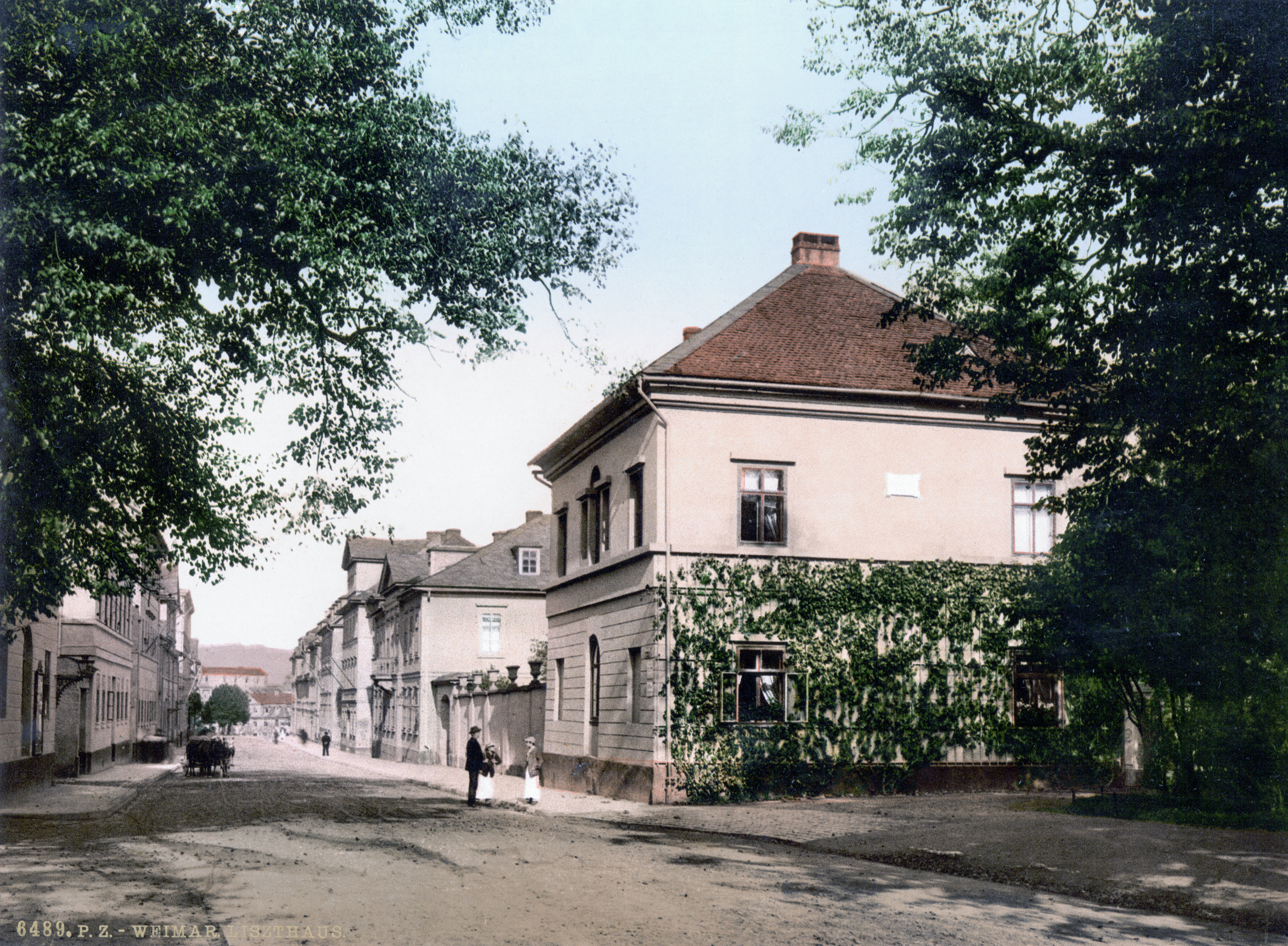
Liszt weimari háza (1900-ban készült felvétel)

1859. január 4-én Hans von Bülow bemutatta Berlinben Liszt szimfonikus költeményét, Az ideálokat. A mű ellenérzéseket váltott ki. Ugyanezt az előadást megismételték február 27-én, ezúttal Liszt vezényletével. Ennek a hangversenynek hatalmas sikere volt. Április 10-én I. Ferenc József osztrák császár kitüntette Lisztet a Vaskorona-renddel, egy olyan kitüntetéssel, ami örökletes nemességgel járt együtt. A nemesi oklevelet 1859. október 30-án állították ki. Ugyanebben az évben jelent meg Liszt könyve A cigányok és zenéjük Magyarországon címmel, francia nyelven. A könyv zenei fejtegetések mellett mélyreható kultúrtörténeti és szociológiai információkat tartalmaz, amelyek főként Wittgenstein hercegnőtől származnak. Az izraelitákról szóló fejezetet, melynek semmi köze a könyv témájához, Carolyne írta.
1859 végén Liszt fiát, Danielt ágynak döntötte tüdőbetegsége. Mikor Liszt értesült fia betegségéről, Berlinbe utazott, és fia betegágya mellett maradt annak haláláig, december 15-éig. Fiáért érzett gyászában komponálta 1860-ban az első gyászódát Les morts címmel, Lamennais abbé versére.
1860. október 12-én a francia császár, III. Napóleon a Becsületrend tiszti fokozatával tüntette ki Lisztet, 1861 decemberében pedig a weimari herceg udvari kamarásnak nevezte ki a zeneszerzőt. Ugyanebben az évben Liszt megírta végrendeletét, melyben számos adományt hagyott rokonaira, barátaira. A végrendeletét később egy záradékkal egészítette ki, melyben a két lánya helyett Wittgenstein hercegnőt nevezte meg általános örökösnek és a végrendelet végrehajtójának. Liszt vagyona a következő értékekből állt:
- 220 000 francia frank, letétként a párizsi Rothschild-bankházban (ez az összeg eredetileg a lányainak szánt hozomány volt).
- Egy további pénzösszeg Bécsben, melyet dr. Eduard Liszt kezelt. Ebből az összegből kapta Liszt Anna a nyugdíját.
- Sok értékes ajándék, melyeket Liszt különböző alkalmakkor kapott.
- A meg nem jelent művek.

1861 májusában Liszt Párizsba utazott, találkozott III. Napóleonnal, aki május 29-én a Becsületrend parancsnokává nevezte ki. Ez év augusztusában Wagner, Cornelius és Bülow jelenlétében megalapította a weimari Általános Német Zeneegyletet, s ezután elhagyta Weimart. Egy rövid párizsi kitérő után (itt Rossinivel és Gounod-val találkozott), majd október 20-án Rómában telepedett le.

### Liszt Rómában (1861–1869)

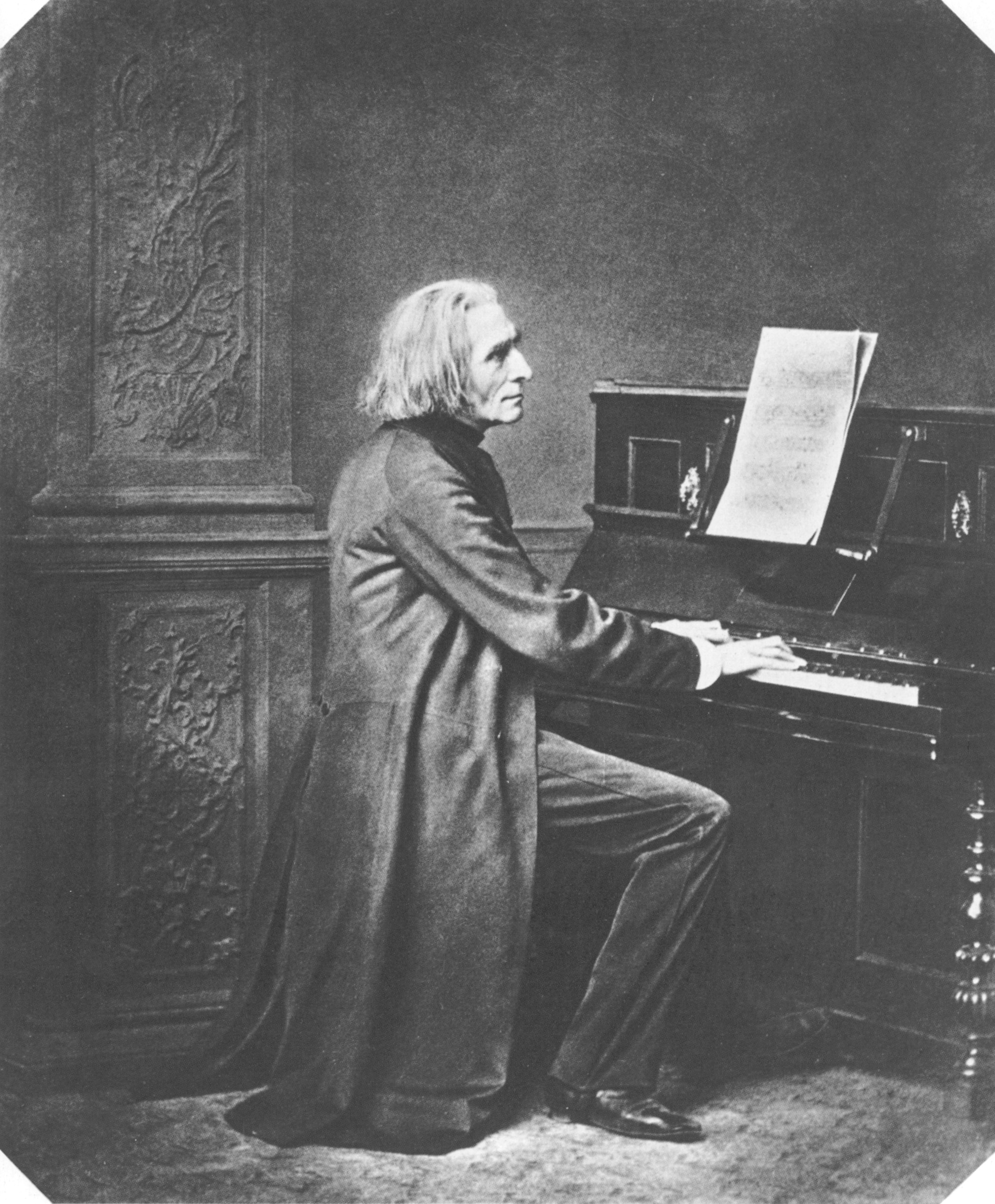
Liszt 1869 körül (Edgar Hanfstaengl litográfiája)

Wittgenstein hercegnő számos próbálkozást tett arra, hogy felbontsa házasságát és Liszt törvényes felesége legyen. Ez a kívánsága azonban soha nem teljesült. Hosszú évekbe és sok pénzébe került Carolyne-nak a válás intézése, míg 1861-ben Rómában a pápa engedélyt adott a házasság felbontásához és az új házasság létrehozásához. Liszt és Wittgenstein hercegnő esküvője Liszt 50. születésnapjára 1861. október 22-ére volt kitűzve, a római San Carlo al Corso templomban. Az esküvőt megelőző napon azonban a pápa visszavonta a jóváhagyását. 1864-ben meghalt Carolyne férje – aki protestáns volt, és a protestáns egyház elfogadta a válási kérelmét, így újranősült – így nem volt akadálya a házasságnak. Azonban időközben Liszt elhatározta, hogy belép a papi rendbe, az erősen vallásos hercegnő pedig bátorította a zeneszerzőt e lépés megtételéhez. Liszt 1863. június 20-án beköltözött a Madonna del Rosario kolostorba, és IX. Piusz pápa magánkihallgatáson fogadta. Liszt Rómában szabadúszó zenészként élt, ugyanakkor számos, főleg egyházi témákat feldolgozó műveket írt. Soha többet nem zongorázott pénzért, tanítványait ingyen oktatta. 1864-ben Németországba és Franciaországba utazott. Németországban, Karlsruhében részt vett a zeneművészek fesztiválján, ahol több darabját is bemutatták. Innen lányával, Cosimával (Blandine, 1862. szeptember 11-én szülés következtében meghalt) utazott tovább Münchenbe. Közben – még 1864-ben – megtudta, hogy Cosima – aki Bülow felesége volt – és Wagner között szerelmi viszony alakult ki. Mi több, Cosima 1866. május 11-én – két kisebb lányával együtt, két nagyobb lányát Bülow-nál hagyva – Luzernbe költözött Wagnerhez. Emiatt a Liszt és Wagner közötti barátság évekre elhidegült.
1865 tavaszán Liszt egy domonkos atya segítségével készült belépni az egyházi rendbe. Elsőként 1865. április 25-én Gustav Hohenlohe érsektől, annak vatikáni magánkápolnájában megkapta a tonzúrát. Gustav Hohenlohe érsek Carolyne lányának, Marie-nak volt a sógora, aki nem örült volna Liszt és Carolyne házasságának. Nyilván az ő közbelépésére változtatta meg a pápa az esküvői engedélyt. A ceremónia után IX. Piusz pápa magánkihallgatáson fogadta. Ezt követően Liszt a Vatikánba költözött. Július 30-án további egyházi, ún. kisebb rendeket vett fel: ostiarius, lector, exorcista és acolitus. Liszt a következőképp indokolta lépését: „Beléptem az egyházi rendbe – de semmi esetre sem a világ iránt megvetésből vagy még kevésbé, mert ráuntam a művészetre … A katolicizmushoz való vonzalmam gyermekkorom óta jelen van, és egy állandóan jelenlévő és uralkodó érzés lett…”

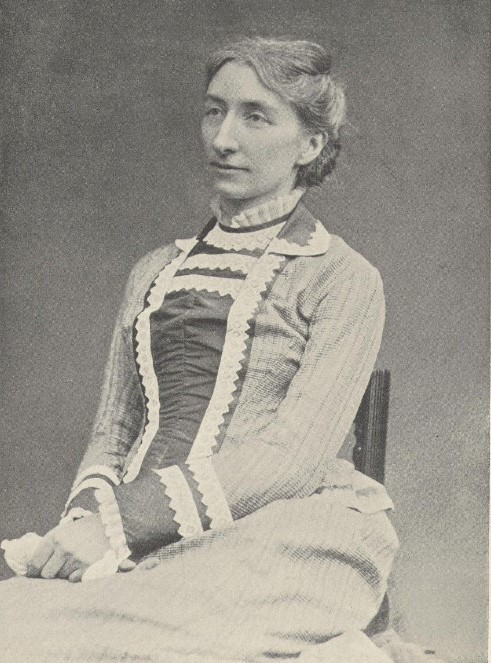
Liszt Ferenc lánya, Cosima

1865. augusztus elején Liszt Münchenen át Pestre utazott. Augusztus 14–15-én itt mutatták be a Szent Erzsébet legendája című oratóriumát a Pesti Vigadó nagytermében. Hatalmas volt a siker, a lelkesedés minden várakozást felülmúlt. Augusztus 29-én hasonlóan sikeres jótékonysági koncertet adott a Vigadóban, amelyen közreműködött még Hans von Bülow és Reményi Ede is. Szeptemberben Szekszárdra utazott, majd Párizsba, ahol újra találkozott III. Napóleonnal. 1866 nyarán Scitovszky hercegprímás megbízta Lisztet, hogy komponáljon egy koronázási misét, melyet Ferenc József megkoronázásakor a budavári Mátyás-templomban mutattak be. Liszt sem a Mátyás-templomban zajló ünnepségre, a Magyar koronázási mise bemutatójára, sem az ünnepi fogadtatásra nem kapott meghívást – miközben előtte két nappal Ferenc József-renddel tüntették ki. A Nemzeti Zenede elnökének közbenjárására kapott egy helyet a karzaton, az orgona mellett.
1867. június 16-án Liszt visszautazott Rómába, majd innen egy három hónapos németországi körútra indult. Az 1868-as évet Olaszországban töltötte. Zeneszerzői tevékenységének középpontjában a férfikarra írt Requiem állt. Július 2-án Don Antonio Solfanelli atya, teológiaprofesszor társaságában zarándokútra indult Spoletóba, Assisibe és Loretóba. 1868 őszén Tivoliban töltött hosszabb időt. 1869 januárjában elhagyta Rómát, és Carl Alexander nagyherceg meghívására Weimarba utazott. Itt a nagyherceg egy szép lakást bocsátott a rendelkezésére az udvari kertészlakban. Liszt két hónapig maradt Weimarban, majd Bécsbe és Pestre utazott, ahol két nagy hangversenyt is adott. Ezzel kezdetét vette Liszt életének „Weimar–Róma–Pest háromszöge”, ahogy maga nevezte ezt az időszakot.

### Liszt Magyarországon, Weimarban és Rómában (1870–1886)
1870-től Liszt váltakozva hol Budapesten, hol Weimarban, hol Rómában tartózkodott. Május 29-én Weimarban a Beethoven-ünnepségeken Beethoven 2. kantátáját és 9. szimfóniáját vezényelte. 1870. június 30-án Szekszárdra utazott, ahol három hónapot töltött el Augusz Antal báró vendégeként. Szeptember 17-én és 18-án a kalocsai érsek, Haynald Lajos vendége volt. Szeptember 21-én meglátogatta a pécsi püspököt annak nyári rezidenciáján, Püspöknádasdon. Szeptember 25-én a Nőegylet számára rendezett koncerten működött közre. Decemberben a Beethoven-bizottság arra kérte Lisztet, hogy vegye át az 1870. december 16-ára a Pesti Vigadóba tervezett ünnepi hangverseny vezetését (a weimari két Beethoven-művet vezényelte). December 26-án Liszt meglátogatta Deák Ferencet, aki arra kérte őt, telepedjen le Magyarországon, és vállalja el az éppen alapuló első pesti Zeneakadémia elnökségét. A Zeneakadémiát csak 1875-ben tudták megnyitni, ekkor Liszt királyi tanácsosi cím és évi négyezer forintos honorárium mellett elvállalta az elnökséget.

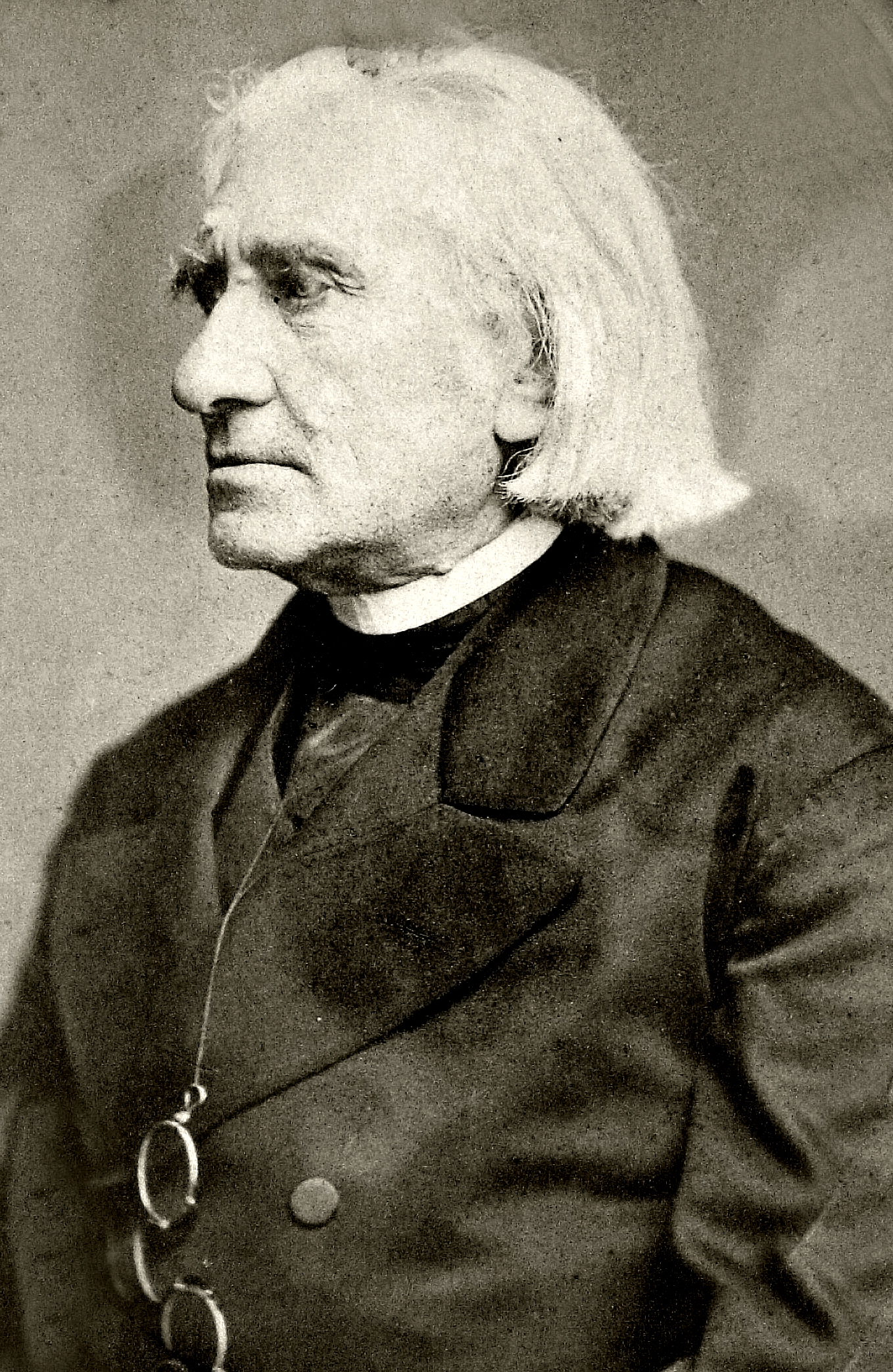
Portré

Liszt 1870. november 16-ától 1871. április 22-éig Pesten tartózkodott. Öt hónapos itt-tartózkodása alatt a Belvárosi plébánián szállt meg. Pesten szívesen fogadták, sokat járt hangversenyekre és operaelőadásokra, ezenkívül zongoraleckéket is adott. Ő vezényelte az 1870. december 16-án, a Pesti Vigadóban megrendezett jubileumi Beethoven-hangversenyt. Januártól márciusig leckéket adott. Júliusban Münchenben volt, ahol Franz von Lenbach megfestette a portréját. Augusztus 25-én megtörtént Cosima és Wagner esküvője Luzernben – Liszt távollétében.
1871. március 25-én hangversenyt adott a Vigadóban Reményi Ede és Olga Janina nevű tanítványa közreműködésével. Pesten az első állandó lakása a Szél, ma Nádor utca 20. szám alatt, a második emeleten volt (1871. szeptember 16-ától december 16-áig). Olga Janina, az önjelölt „kozák grófnő” valójában sem gróf, sem kozák nem volt, valódi neve Olga Zielinska, aki egy meggazdagodott lengyel középosztálybeli családból származott. Szabados életet élt, kábítószerfüggő, kiegyensúlyozatlan, gazdag nő volt. Liszttel 1869-ben ismerkedett meg Rómában, ezután több helyre, így Magyarországra is meghívatlanul követte, ahol tanítványául szegődött. Pesten revolverrel fenyegette meg a művészt, majd öngyilkos akart lenni. Liszt barátai később azzal fenyegették meg a nőt, hogy ha nem hagyja békén Lisztet, a rendőrséggel fog meggyűlni a baja. Ekkor Janina Párizsba ment, és álnéven egy lejárató könyvet jelentetett meg a művészről (Souvenirs d’une Cosaque).
1872 januárja és áprilisa között Liszt ismét Pesten volt, közben februárban és márciusban elvezényelte a Missa choralist a Belvárosi templomban. Innen Bécsbe majd Weimarba utazott, ahol szeptemberben meglátogatta Wagner és Cosima. Viszonyuk rendeződött, kibékültek. Weimarban tanítványok tömege járt hozzá, akik között volt tehetséges is (Sauer, d’Albert, Ziloty, Lamond és mások), de a java részük csak az idejét rabolta. Római tartózkodása idején már csak tanítványai legjava követte (például Thomán István). Októberben ellátogatott Bayreuthba, majd novemberben ismét Magyarországra utazott. 1870 és 1873 között magyarul tanult, nyelvtanára Vadász Zsigmond piarista szerzetes, gimnáziumi tanár volt. A zeneszerzőnek soha nem sikerült tökéletesen megtanulnia magyarul, azonban könnyebb szövegeket el tudott olvasni, és sok mindent megértett, ha lassan beszéltek hozzá.

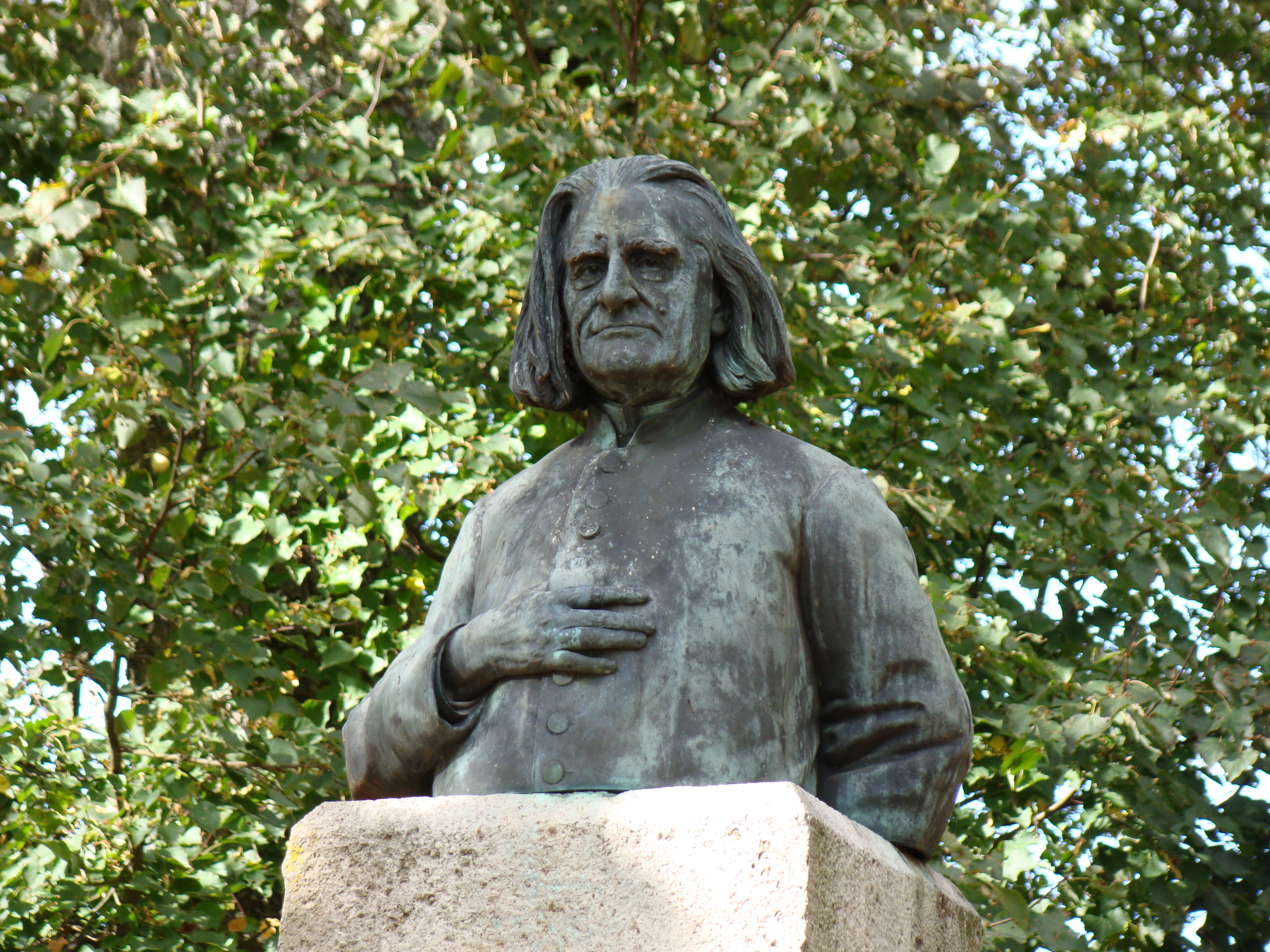
Liszt Ferenc bronz mellszobra a schillingsfürsti kastélyparkban

1873. január 12-én a Rózsavölgyi & Társa Zeneműkiadó és koncertszervező iroda a Hungária hotelben Liszt-estet rendezett. Laborfalvi Róza színésznő a Leonóra című melodrámát adta elő Liszt zongorakíséretével. Ezenkívül Liszt előadta gróf Széchényi Imre Bevezető és magyar induló című művéből készült átiratát. Március 19-én a Pesti Vigadóban vezényelte legújabb zenekari művét: Szózat és Magyar Himnusz-fantázia. Március 25-én délelőtt a Belvárosi templom Liszt-egyleti kórusát vezényelte. Időközben a Zeneakadémia megalapításán fáradozók elérték, hogy a kultuszminisztérium júniusban hat évre (1873–79) kibérelje a Hal tér 4. szám alatti úgynevezett Frigyes-házat – Liszt új lakását is ebben a házban rendezték be. Április 17-én Weimarba utazott, ahol bemutatta Krisztus oratóriuma egészét. Weimari tartózkodása alatt számos más városba is ellátogatott: június 6-án Lipcsébe ment, a Missa choralis előadásait meghallgatni; június 26-ától augusztus 5-éig Bayreuthban tartózkodott a Wagner családnál. Augusztus 6. és 13. között Hohenlohe bíborosnál vendégeskedett, a schillingsfürsti kastélyban. Szeptember 9-én, Liszt művészi pályafutásának 50 éves évfordulóján Richter János vezényelte Krisztus oratóriumát. Aznap délelőtt még előadták Gobbi Henrik Liszt-kantátáját, és díszes arany babérkoszorút nyújtották át számára.

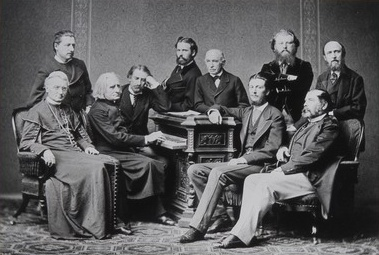
Liszt 50 éves jubileuma – Kozmata Ferenc (1846–1902) fotója

Az 1874-es évben május 17-éig tartózkodott Liszt Magyarországon, Budapesten, de Horpácson és Kalocsán is vendégeskedett. Március 16-án bemutatták A holt költő szerelme című Liszt–Jókai melodrámát, Laborfalvi Róza szereplésével, 25-én pedig elvezényelte a Koronázási misét. Közben kétszer, öt-hat napra Bécsbe utazott, hogy jótékonysági koncerteken lépjen fel. Május 17-én egy éjjeli vonattal Rómába utazott, ahol az év végéig maradt. Rómában Liszt a tanításnak és a komponálásnak szentelte magát. Magyarországra 1875. február 11-én tért vissza. Itt számos fellépésen vett részt, melynek csúcspontja a március 10-én Wagnerrel közösen adott koncert volt. Március 21-én Ferenc József, Trefort Ágoston királyi vallás- és közoktatásügyi miniszter javaslatára kinevezte Lisztet a budapesti Zeneakadémia elnökévé. Március 30-án Trefort miniszter személyesen adta át a mesternek a kinevezési okiratot.

#### Liszt a budapesti Zeneakadémián
A budapesti Zeneakadémiát 1875. szeptember 14-én nyitották meg a Hal téren. Az akadémia indulásakor Liszten kívül mindössze két kinevezett tanára volt: Erkel Ferenc és Robert Volkmann, míg Ábrányi Kornél és Nikolits Sándor rendkívüli tanárok voltak. Liszt első feladata az volt, hogy meghallgassa az Erkel által felvett huszonegy zongoraszakos tanulót, és kiválassza a mesterosztályba a legalkalmasabbakat. Az 1875/76-os tanévben kilenc tanulót vett fel mesterosztályba, melyben Liszt a művek értelmezésével foglalkozott. Kedves tanítványai voltak Juhász Aladár, Aggházy Károly, Ravasz Ilona, Szendy Árpád, Thomán István és Freund József. Az oktatást 1876. március 2-án kezdte el, azonban csak két hónapig tanított, mivel külföldi kötelezettségei miatt el kellett hagynia Magyarországot. A második évfolyamon (1876/77) a mesterosztály számára a tanítási idő négy hónapból állt. Liszt hetenként négy délutánt tanított. A mesterosztály diákjai Liszt távozása után visszatértek Erkel osztályába, és zongoratechnikai kérdésekkel foglalkoztak. A tanév nyárig tartott, utána kezdődtek az évzáró vizsgák és a vizsgaversenyek. 1879-re már olyan nagy volt az érdeklődés, annyira megnőtt a hallgatók száma, hogy 1880-ban a Sugár útra (a mai Andrássy út) 67. szám alá költözött az intézmény. Az adminisztratív feladatokat – amitől Liszt annyira félt – ifj. Végh János alelnök látta el. Liszt élvezte a tanítást, így írt erről Carolyne-nak:„Legjobb óráim azok, amikor professzorkodom az új zeneakadémián.” Liszt rengeteget koncertezett jótékony célból, a Zeneakadémiát például – Legány Dezső írása szerint – ketten tartották el: az állam és Liszt.

#### 1876–1877 további eseményei

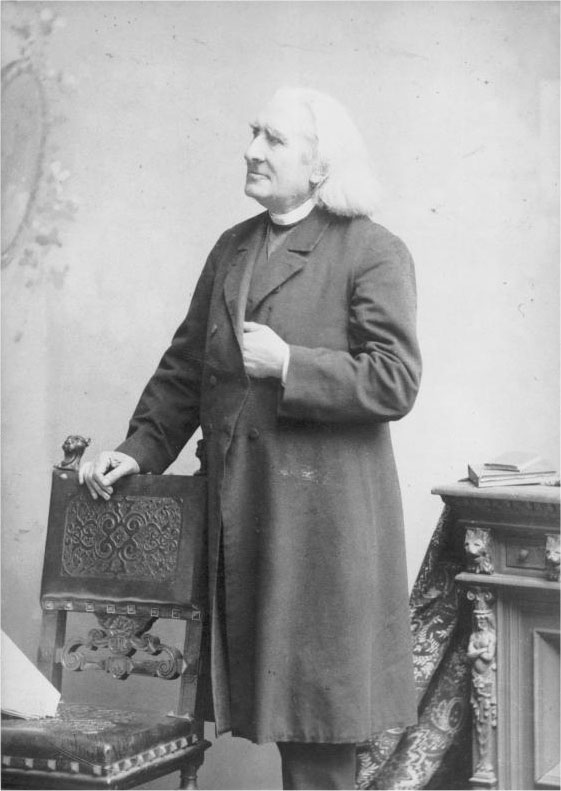
Liszt Ferenc (Koller Károly fényképe)

1875. szeptember 19-én Rómába ment ahol 1876. februárjáig tartózkodott. Firenzei és velencei kitérővel február 15-én Budapestre utazott, ahol február 27-én a Filharmóniai Társaság bemutatta – először Budapesten – Hunok csatája című szimfonikus költeményét. A Liszt-növendékek első nyilvános hangversenye március 26-án volt a Zeneakadémián. Április 14-én Weimarba utazott, ahol kisebb megszakításokkal szeptember 15-éig maradt. Közben augusztus 1. és szeptember 2. között Bayreuthban tartózkodott, hogy részt vegyen a Festspielhaus hivatalos megnyitóján, ahol találkozott Csajkovszkijjal. Weimarban szeptember 23-áig maradt, azonban többször tett kisebb utazásokat Düsseldorfba, Hannoverbe, Hollandiába és Weimarba. Szeptember 24-étől október 5-éig ismét Hannoverben tartózkodott, majd október 6. és 9. között meglátogatta életrajzíróját, Lina Ramannt, majd Bécsen át Budapestre utazott.
1877. január 1-jén Liszt részt vett a király és a királynő nagy újévi fogadtatásán a budai várban. Február 15-én megjelent a Művészegylet által rendezett hangversenyen, a Hungária hotel dísztermében. Március 5-én a Pesti Vigadó nagytermében Liszt a Szent Erzsébet legendája című oratóriumot vezényelte, a Le triomphe funèbre du Tasse ősbemutatóját pedig Walter Damrosch dirigálta. Március 10-én a Pesti Vigadó nagytermében egy jótékonysági hangversenyen működött közre. Március 16-án a bécsi zeneegylet Beethoven-emlékmű javára megrendezett estélyén működött közre, majd 24-én Bayreuthba utazott, ahol április 3-áig maradt. Innen Weimarba ment (itt Borogyinnal találkozott), majd kisebb utazásokat tett Hannoverbe és Rómába. A zeneszerző november 21-én visszatért Magyarországra, ahol a következő év áprilisáig maradt.

#### 1878-tól 1880-ig
1878. január 20-án előadták egy zeneakadémiai matiné keretében Szent Cecília című kórusművét, március 27-én pedig a Filharmóniai Társaság Erkel Sándor vezényletével a Dante-szimfóniát játszotta el. Április 1-jén Bécsbe utazott, egy hetet töltött ott, ezt követően Bayreuthba ment tíz napra, ahol a Wagner-villában lakott. Április 17-én Weimarba utazott, ahol egészen augusztus 17-éig maradt, majd visszatért Bayreuthba. Július 9. és 18. között, mint Magyarország küldötte részt vett a párizsi világkiállításon. Szeptember 12. és 1879. január 12. között Tivoliban tartózkodott, a Villa d'Estében. Rómában Gustav Adolf zu Hohenlohe-Schillingsfürst bíboros tiszteletbeli albanói kanonokká nevezte ki Lisztet, így engedélyezte neki a lila színű öv viselését. Ezt követően Magyarországra utazott, ahol január 18-án megkezdte a tanítást a Hal téri Zeneakadémián. A negyedik évben 12 tanulója volt a mesterosztálynak. A Zeneakadémia a gyorsan növekvő tanítvány-létszám miatt nagyobb épületbe kellett, hogy költözzön, így az Közoktatási Minisztérium megvásárolta a Sugár út (ma Andrássy út) 67. számú saroképületét a Zeneakadémia számára. Ebben az épületben rendeztek be egy lakást Liszt számára az első emeleten, és egy másik lakást Erkel számára a második emeleten.
Liszt 1880. január 15. és március 20. között tartózkodott Magyarországon. Átmenetileg – amíg elkészült a zeneakadémiai lakosztálya – a Hungária hotelben lakott. Március 14-én adták az új Zeneakadémia első növendékhangversenyét, Liszt tanítványaival. Ebben az évben is számos hangversenyen és színházi előadáson vett részt, sok barátot és ismerőst látogatott meg, valamint gyakran kártyázott (whistezett) a barátaival a Hungária hotel-béli lakosztályában. Március 21-én Bécsbe utazott, ahol a Zeneegylet termében három művét vezényelte. Április 3. és augusztus 20. között Weimarban tartózkodott, majd Sienába utazott meglátogatni Wagnert és a lányát. Innen szeptemberben ismét Rómába ment, ahol az év végéig maradt a Villa d'Estében.

#### Liszt 1881 és 1885 között

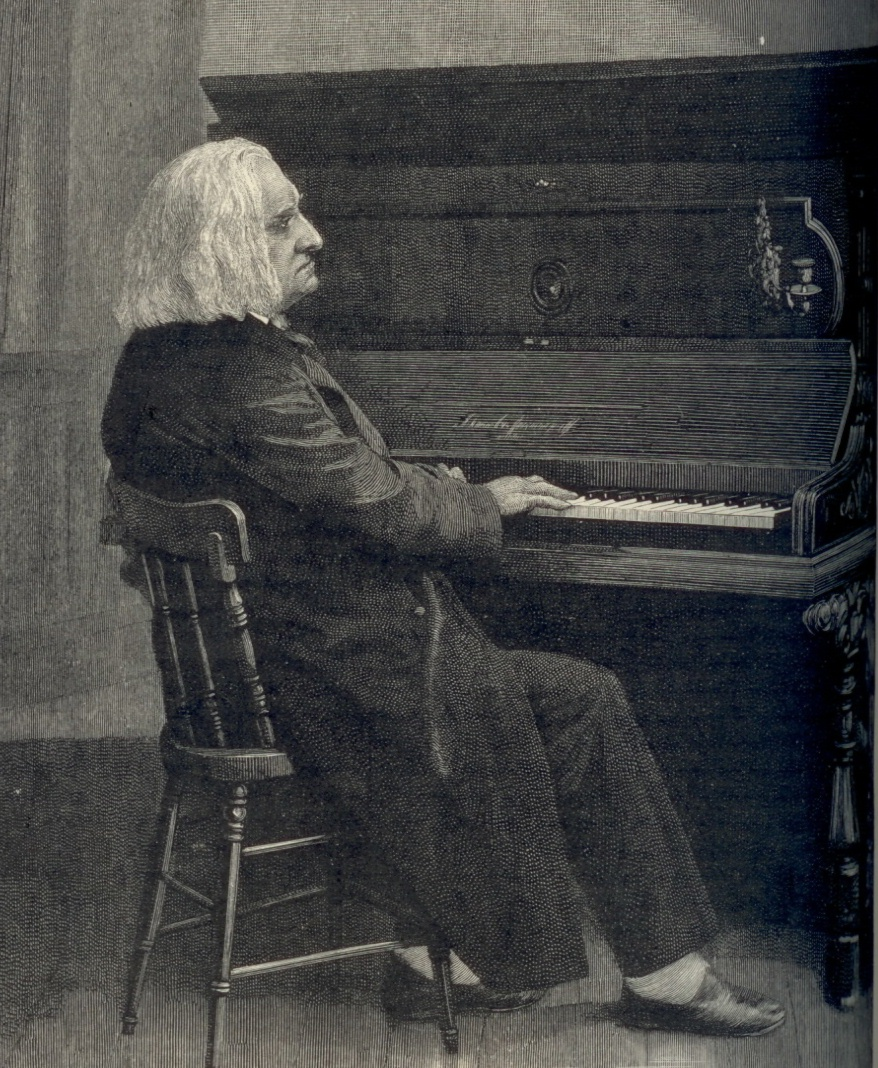
Liszt 1886-ban

Az 1881-es évet Liszt Firenzében kezdte. Január 20-án Magyarországra utazott, ahol a Zeneakadémia új épületében beköltözött utolsó budapesti lakásába. Ez a lakás ma egy Liszt-múzeumnak ad otthont. Március 9-én Erkel Sándor vezényletével a Vigadóban bemutatták Második Mefisztó-keringőjét. Április 1-jén Bécsbe utazott, majd 5-én Sopronba és Doborjánba látogatott el. Itt ünnepelte hetvenedik születésnapját. Ugyanekkor, április 7-én leplezték le, Liszt jelenlétében a szülőháza falán elhelyezett emléktáblát.
1881-ben Wittgenstein hercegnő kiadta a „Cigánykönyv” új francia kiadását, anélkül, hogy Liszttel előzőleg egyeztetett volna. Az új kiadásban a hercegnő kibővítette az izraelitákról szóló fejezetet, számos sértegetéseket és gyalázkodásokat tartalmazó résszel. Mikor a könyv híre Magyarországra is eljutott, Lisztet sok támadás érte a sajtó részéről. A vádakra Liszt 1883. elején nyílt levélben válaszolt. Ezt a levelet 1883. február 3-án a címzett Gazette de Hongorie főszerkesztője közzé tette. Idézet a levélből: „A sajnálat érzésével írom Önnek e sorokat, mivel elterjedt a pletyka, hogy állítólag zsidóellenes lennék; ezért kötelességemnek tartom, hogy e hamis hírt kiigazítsam. Általánosan ismert, hogy sok, a zenei világban kiemelkedő izraelitával, főként Meyerbeerrel, a kölcsönös tisztelet és barátság talaján álltam, ugyanúgy, mint irodalmi körökben Heinrich Heinével és másokkal.”
1881. április 16. és szeptember 21. között Liszt Weimarban tartózkodott. Weimari tartózkodása idején rövidebb utazásokat tett Berlinbe, Freiburgba, ahol a Krisztus című oratóriumát mutatta be, Baden-Badenbe, Antwerpenbe és Brüsszelbe. Májusban ellátogatott Magdeburgba, ahol az Általános Német Zeneegylet fesztiválját rendezték. 1881. június 12-én Lisztet 70. születésnapja alkalmából az Általános Német Zeneegylet tiszteletbeli elnökévé választották. Júliusi weimari tartózkodása idején megsérült, leesett a lépcsőn. Szeptember 21-én Liszt meglátogatta Hans von Bülowot Meiningenben, majd Bayreuthba költözött, ahol egészen október 10-éig maradt. Október 16-ától 1882. január 28-áig Rómában tartózkodott, ahol ideje nagy részét Wittgenstein hercegnővel töltötte. Itt is megemlékeztek születésnapjáról, a Santa Cecilia Akadémián köszöntötték, majd a Societa del Quintetto alakuló hangversenyén bemutatta utolsó szimfonikus költeményének, A bölcsőtől a sírig első részét, A bölcsőt.
Olaszországból február 4-én Budapestre utazott. Itt február 10-én sikeres hangversenyt adott a Pesti Vigadóban, majd február 25-én a Munkácsy Mihály tiszteletére rendezett hangversenyen játszotta el 16. rapszódiáját (melyet a festőnek dedikált), március 25-én pedig a Belvárosi templomban vezényelte a Magyar koronázási misét. Február 18-án Munkácsyt és annak francia feleségét fogadta a zeneakadémiai lakosztályában. A festő meghívta Lisztet a párizsi műtermébe, hogy megfesse arcképét. A húsvétot Kalocsán töltötte Haynald Lajos vendégeként. Április 19-én Weimarba utazott, ahol november 14-éig maradt. Ezen a nyáron ellátogatott Brüsszelbe, Jénába Freiburgba és Zürichbe is, különböző szerzeményeinek a bemutatására. Július 15. és augusztus 5. között Bayreuthban tartózkodott, ahol megnézte Wagner Parsifaljának ősbemutatóját, és még négy előadását. Innen visszatért Weimarba, majd néhány héttel később ismét visszatért Bayreuthba, hogy unokája, Blandine von Bülow esküvőjén részt vegyen. November 19-én Velencébe utazott, hogy meglátogassa a Wagner családot. Itt komponálta – mintegy megérezve Wagner közeli halálát – első Gyászgondola című elégiáját. Ez a találkozás volt Liszt és Wagner utolsó találkozása. Wagner egy hónappal később, 1883. február 13-án Velencében meghalt.
Velencéből Liszt 1883. január 14-én Budapestre utazott, ahol most is számos hangversenyen szerepelt, estélyeken és banketteken vett részt, de korára való tekintettel egyre ritkábban lépett fel. Februárban Liszt Strobl Alajos szobrászművésznek ült modellt. A szobrot az Andrássy úti Operaház bejárata előtt helyezték el. Március 18-án a Szent Erzsébetet vezényelte Pozsonyban. Május 1-jén Liszt Lina Schmalhausen kíséretében Marburgban időzött, ahol bemutatták a Szent Erzsébet legendája című oratóriumát. Május 22-én részt vett a Wagner halála alkalmából rendezett emlékhangversenyen. Az év végét, a következő év elejét, január 31-éig, Weimarban töltötte.
Weimarból Nürnbergen át – ahol meglátogatta Lina Ramannt – Budapestre utazott. 1884. február 4-től április 21-ig tartózkodott Budapesten és más magyar városokban (Pozsony, Esztergom, Kalocsa). Február közepén elment az orosz zongoraművész Anton Grigorjevics Rubinstejn hangversenyére a Hungária hotel dísztermébe. Április 25-én Weimarba utazott, ahol az Általános Német Zeneegylet az évi zenei fesztiválján vezényelt. Június 30-án Jénába ment a Szekszárdi mise bemutatása alkalmából. Július végén a weimari herceg Wilhelmsthal kastélyában vendégeskedett. Júliusban a Parsifal előadását tekintette meg Bayreuthban, majd augusztusban Lipcsében megnézte Hector Berlioz Benvenuto Cellini című operájának előadását, aztán ismét Weimarba utazott. Az év végét Rómában töltötte.
1885. január 30-án érkezett Budapestre. Február 27-én a Filharmóniai Társaság a Tassót adta elő a Vigadóban. Március 25-én Magyar királydalát adták elő az Operaház rendkívüli hangversenyén (az Opera előző évi megnyitója Liszt-zene nélkül történt meg). Március 28-án utoljára zongorázott nyilvánosság előtt, az Angolkisasszonyoknál tartott koncerten. Ismét sok utazás következett: Bécs, Weimar, Mannheim, Karlsruhe, Strassburg, Antwerpen, Aachen stb. Az év végén Rómába utazott. Ez volt utolsó római tartózkodása.

#### A halál éve, 1886

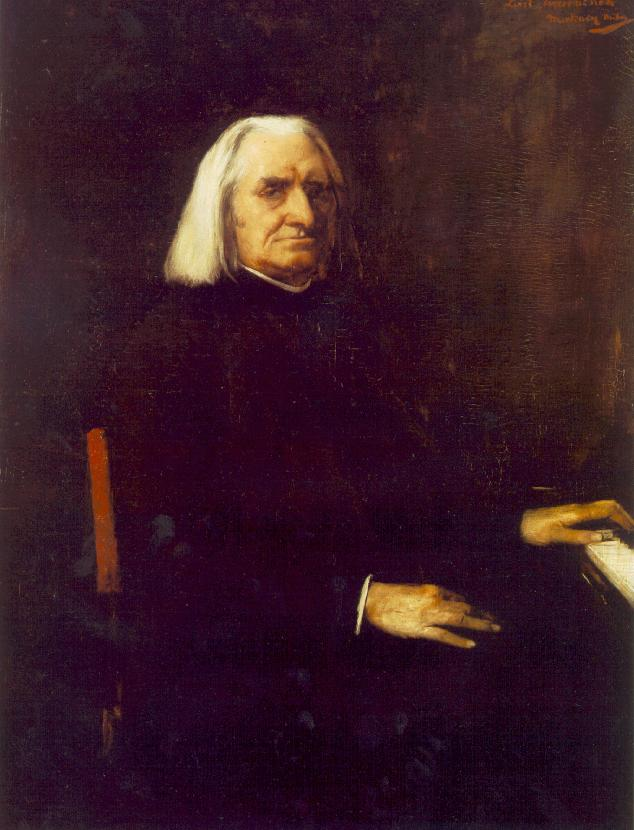
Liszt Ferenc 1886-ban, Munkácsy Mihály festménye

1886 elején Rómából Firenzébe és Velencébe ment, ahonnan január 30-án utazott Budapestre, ahol még aznap este az új operaházba sietett, hogy meghallgassa Mihalovich Ödön egyik operáját. Február 2-án kezdte el az oktatást a Zeneakadémián. A zongoraleckék Liszt lakosztályában történtek, ahol ingyen tanította diákjait. Számos weimari diákja is utána jött Budapestre. Február 20-án Liszt megfázott, és több napig ágyban kellett maradnia. A Zeneakadémián március 6-án tartotta meg utolsó óráját. Március 10-én rendezték a Zeneakadémián a búcsúhangversenyét. Március 11-én a ferences templomban imádkozott, majd elment Thomán István koncertjére. A koncert után a pályaudvarra indult, ahol számos barátja várta. A pályaudvar éttermében búcsúvacsorát rendeztek Liszt tiszteletére. 1886. március 11-én 23 órakor Liszt végleg elhagyta Budapestet. Áprilisban, Londonban, a windsori kastélyban fogadta Viktória brit királynő, és neki ajándékozta márvány mellszobrát. Május közepén Weimarba utazott, ahol ismét sokat betegeskedett: vízkór miatt állandóan fájt a lába, a szemén kialakuló hályog miatt alig látott. Ezért utóbb már csak diktált, és felolvastak neki. Emiatt Halléba utazott orvosi vizsgálatra. Júliusban részt vett Bayreuthban unokája, Daniela von Bülow és Henry Thode műtörténész esküvőjén, majd Luxemburgba, Colpachba utazott, Munkácsyhoz. Július 19-én adta utolsó zongora-hangversenyét Luxembourg belvárosában, a Casino Bourgeois-ban. Július 21-én ismét Bayreuthba utazott a Parsifal és a Trisztán és Izolda előadására.

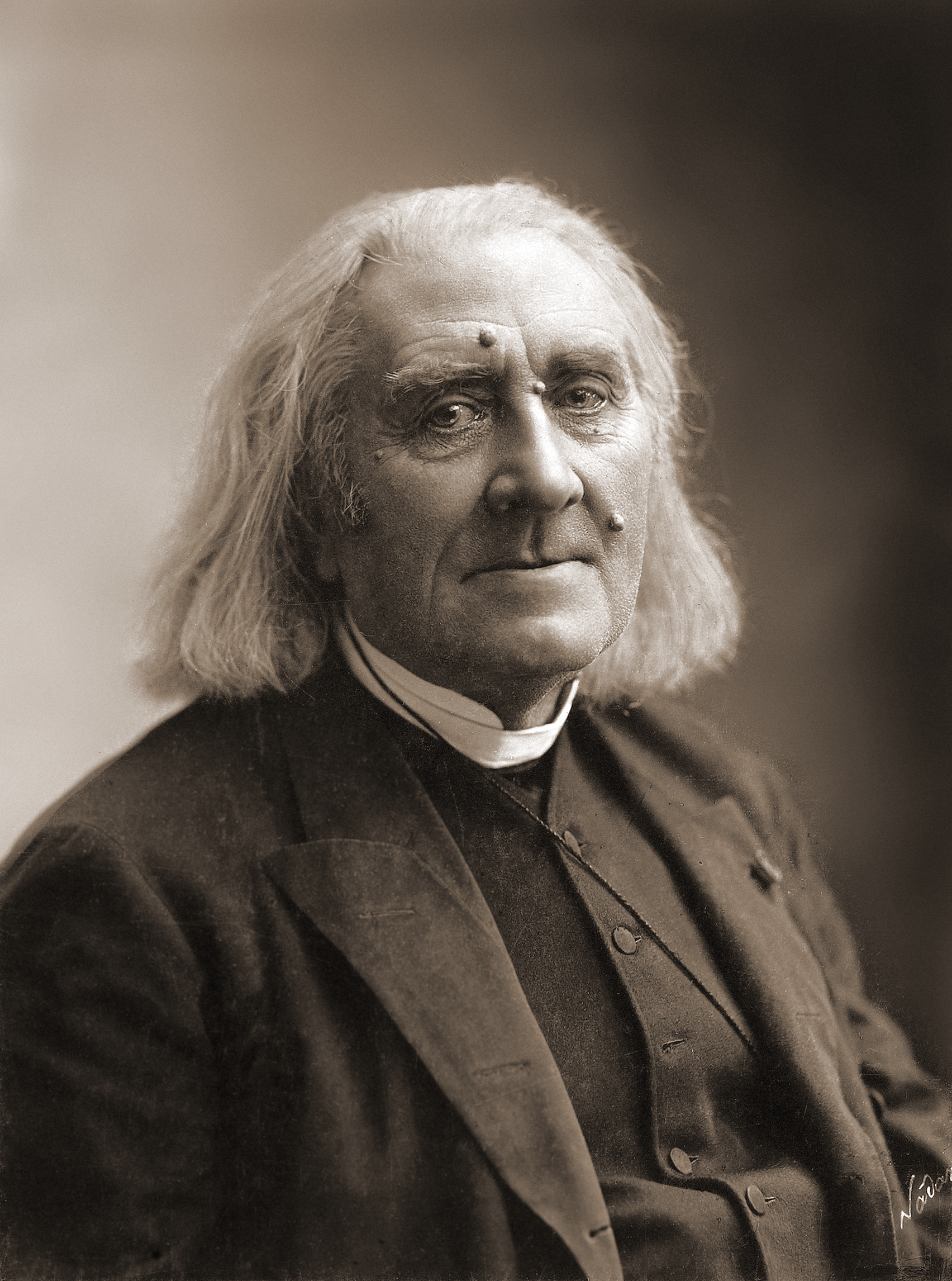
Liszt Ferenc utolsó fényképe

Liszt 1886. július 21-én szerdán, délután fél négykor érkezett meg Bayreuthba, megfázva, lázasan és erősen köhögve. Nem lányánál lakott, hanem a Siegfriedstrassén foglalt szállást. Megérkezésekor ágyba feküdt, de este nyolckor átment a Wahnfried-villába, ahol estélyt rendeztek. Az elkövetkező napokban egyre betegebb lett, ennek ellenére nem feküdt ágyba, előadásokra járt és számos látogatót fogadott. Július 28-án egy orvos megállapította, hogy Lisztnek tüdőgyulladása van, ezért ágyban kell maradnia, valamint teljes nyugalomra van szüksége. A lánya, Cosima, megtiltotta a tanítványoknak, hogy szobájában látogassák. Július 31-én, szombaton a mester állapota sokat romlott és öntudatlan volt. Lánya egész nap mellette volt, este azonban a Wahnfried-villába ment egy estélyre. Liszt Ferenc 23 óra 30 perckor meghalt. Cosima röviddel ezután érkezett vissza.

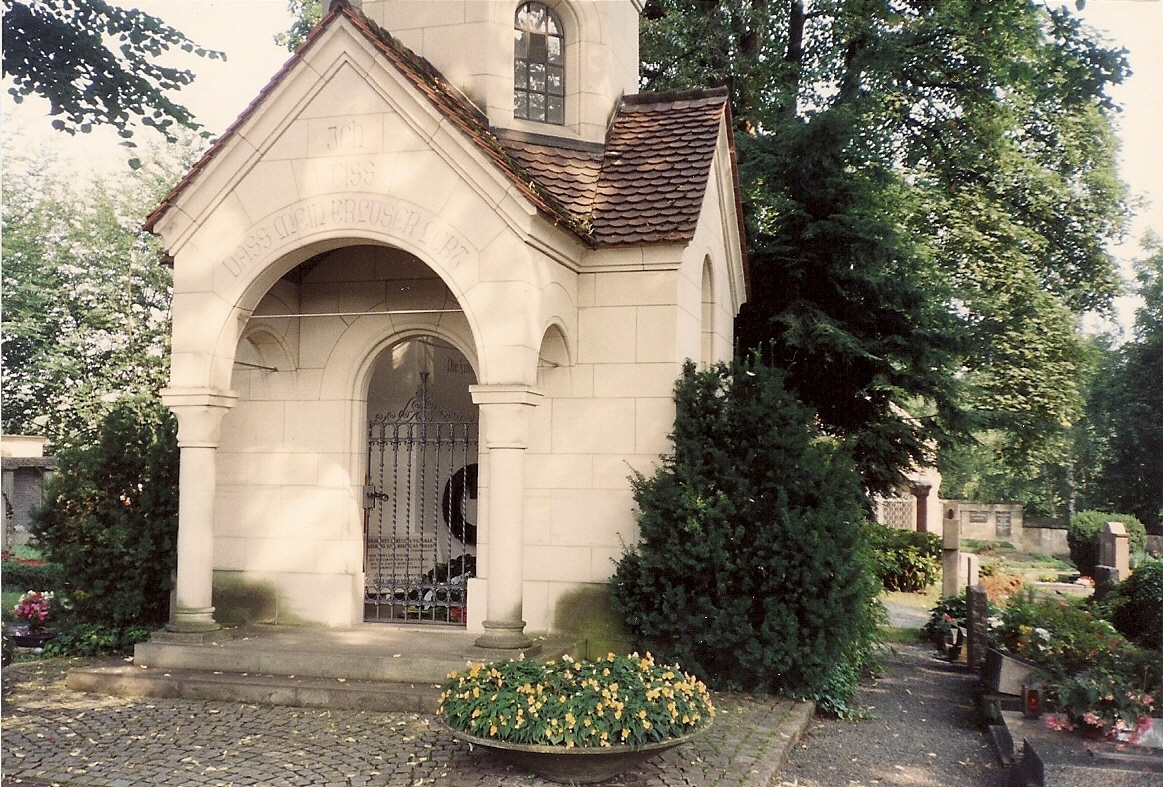
Liszt Ferenc sírja Bayreuthban

Lisztet a halotti szobában ravatalozták fel, ahol a látogatók 10 és 14 óra között megtekinthették a halottat. Később halotti maszkot készítettek és lefényképezték a halott mestert. Este egy ideig díszőrséget álltak Liszt tanítványai. Hétfőn ismét felravatalozták a Wahnfried-villa dísztermében, ravatala mellé Wagner szobrát állították. A temetésre kedden került sor a bayreuthi temetőben, a város polgármestere beszélt. A koporsót egy nyitott halottaskocsi vitte. Négy személy tartotta a halotti kendőt, tizenkét tanítványa pedig égő fáklyákkal lépdelt a halottaskocsi mellett. A sír fölé Bayreuth városa később egy mauzóleumot építtetett. Felmerült hamvainak hazaszállítása, de az állam ezt nem kérte.

## Szabadkőműves pályafutása
Liszt 1841. szeptember 10-én kérte felvételét a frankfurti „Zur Einigkeit” (Egységhez) páholyba, Wilhelm Speyerhez írt levelében. A páholy örömmel fogadta Liszt jelentkezését, és 18-án inassá avatta. 1842. február 8-án a berlini „Zur Eintracht” (Egyetértéshez) páholyban emelték legény fokra, a szertartást a későbbi császár, Vilmos koronaherceg vezette. Két héttel később ugyanitt mesterré avatták. Az ezt követő időszakban utazásai során szabadkőművesként számos páholyt keresett fel (Zürich, Iserlohn, Bordeaux, Reims), amelyekben általában fel is lépett. Ezeket a látogatásokat a páholyok tiszteletbeli tagsággal, ajándékokkal, emlékérmekkel honorálták.
Weimari éveiben sem a helyi páholyt, sem más páholyokat nem látogatott. A berlini „Zur Eintracht” 1866. november 14-én törölte tagjai közül, Liszt helyzetére való hivatkozással. 1874-ben frankfurti anyapáholya is kihúzta Lisztet tagnévsorából a páholy összejöveteleiről való távolmaradásai miatt.
Budapestre költözése után egyes információk szerint az „Einigkeit in Vaterland” (Egység a hazában) páholy tagja lett volna, de ez származhatott frankfurti anyapáholyának nevével való keveredésből is. Mindenesetre kapcsolatot tartott szabadkőművesekkel, és megjelent páholyok által rendezett zenei eseményeken.
Halála után a pozsonyi, a lipcsei és a zürichi páholyok tartottak emlékére szabadkőműves gyászszertartást.

## Művei

### Zeneművei

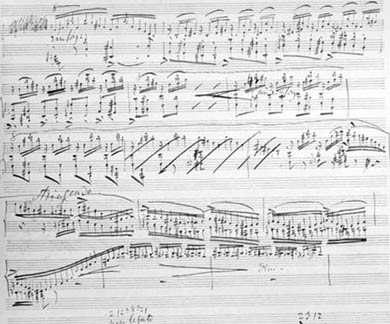
Liszt egyik kézirata (h-moll szonáta)

Liszt pályájának kezdete a zongorához fűződik. Így érthető, hogy zeneszerzői tevékenysége középpontjában is a zongoraművek állnak, e művek írása egész életén át végigkísérte. A zongorán kívül fontos műfajai a zenekari és a versenyművek, valamint a vokális alkotások. Míg zongoraműveket szinte folyamatosan komponált, a többi műfaj életének viszonylag behatárolt szakaszához kötődik. A szimfonikus művek java a weimari időszakban keletkezett, míg a vokális művek (főleg a vallásos témájúak) elsősorban római időszakához kapcsolódnak.
Liszt zongoraműveket szinte folyamatosan komponált egész életében. Mint előadó, Európa-szerte ünnepelt zongoravirtuóz, a nehéz és mások számára néha érthetetlen zongoraművekkel a modern zongoratechnika, a modern zongorairodalom, a modern zongorahangversenyek és a modern zongoratanítás megalapozójának számít. Ezek a darabok magára a hangszerre, annak fejlődésére is hatottak. Liszt zongorajátékának alakulására két művész volt hatással. Az első Paganini volt, aki azt bizonyította számára, hogy a művészi mondanivaló, a hatás szolgálatába állított virtuozitás az új zene nélkülözhetetlen, éltető eleme. A másik Chopin, aki a poétikus tartalom és előadásmód alkalmazására ébresztette rá. E két hatás egymással talán ellentétesnek tűnhetne, de Liszt alkotó módon képes volt egyesíteni ezeket művészetében. Számos zenei átiratot, opera-parafrázist is írt, átírta zongorára például Beethoven összes szimfóniáját, és sok kortárs operarészletet tett át zongorára – mintegy népszerűsítve az alap operákat.
Zongoraműveit rengeteg alkalommal lemezre vették, de csak az ausztrál Leslie Howard dolgozta fel összes zongoraművét. A projekt 15 évig tartott, eredménye egy 95 CD lemezből álló gyűjtemény lett, és minden idők leghosszabb lemezfelvételével Howard bekerült a Guinness Rekordok Könyvébe.
A zenekar már zongoravirtuóz korszakában is érdekelte, de – minthogy nem állt rendelkezésére zenekar – eleinte nem próbálkozott hangszereléssel. Zenekari műveket a weimari időszakban kezdett írni, ahol udvari karmester volt. Eleinte még itt sem hangszerelt önállóan, két fiatal zenész volt a segítségére: August Conradi, majd Joachim Raff. Liszt eleinte javítgatta a munkáit, majd úgy 1854-től, a zenekari hangzással való kísérletezés, az egyes hangszerek sajátosságainak kitapasztalása után már maga hangszerelte műveit, mi több, a hangszerelés nagy hatású mestere lett. Bartók Béla – Berlioz és Wagner mellett – a 19. század kiemelkedő hangszerelő újítójának nevezte. Liszt formai újítást is hozott a szimfonikus zenébe: a szimfonikus költeményt. Tizenhárom ilyet írt, ezen kívül két szimfóniát (Faust, Dante). Ezek szerkesztésmódjában túllép a hagyományos szimfónián: művei nagy részéhez programot írt, nem törődött a hagyományos tételbeosztással, erőteljesen feszegette a tonalitás határait. Ugyanakkor megfigyelhető a magyaros motívumok (az úgynevezett magyar vagy cigányskála) megjelenése műveiben, olyan helyeken is, ahol nem lenne feltétlenül indokolt, és még olyan művekben is, amelynek készültekor még nem ébredt rá magyarságára. Liszt zenekari műveinek az elképzelései szerinti előadására nagy súlyt fektetett, ezért részletes utasításokat írt a nyomtatott partitúrához.
A versenyműveket hangszeres tudásának bemutatása céljából komponálta. Ezek közül a legfontosabbak az Esz-dúr, az A-dúr zongoraverseny és a Haláltánc. Közülük az első és a harmadik a népszerűbb, a középső – befejezésétől eltekintve – kevésbé harsány, a zongorajáték belesimul a zenekar hangzásába.
Vokális alkotásai két csoportra oszthatók: egyházi és világi művekre, utóbbiak pedig kórusművekre és dalokra. Mind közül az egyházzenei alkotások a lényegesen jelentősebbek. Liszt Ferenc mélyen, őszintén vallásos volt, még ha bizonyos értelemben szubjektív is volt ez a vallásosság. Már fiatalkorában foglalkozott a papi pálya gondolatával, majd 1861-es Rómába költözése után vált szorossá a kapcsolata a Vatikánnal, később abbé lett. Egyházi műveinek zöme ebben a római korszakban született, közülük több magyar vonatkozású. Oratóriumokat és miséket írt (Szent Erzsébet legendája, Krisztus, Via crucis, Esztergomi mise stb.).

### Írásai
Zenei munkássága mellett meg kell említeni Liszt írásműveit is. Ezekből az írásokból képet alkothat az utókor a korabeli Európa zenei életéről és annak társadalmi hátteréről. Az egyik legfontosabb esszégyűjteménye a De la situation des artistes… (A művészek helyzetéről…). Több írást jelentetett meg pályatársairól, melyek közül a Chopin-tanulmány (1852) a legjelentősebb. Weimari évei alatt több esszét írt Wagner és Gluck operáiról. A magyarországi cigányokról írt munkáját (Des Bohémiens et de leur musique en Hongrie – A cigányokról és a cigány zenéről Magyarországon) nem kis megdöbbenéssel és erős ellenérzéssel fogadták (különösen annak második, Carolyne von Wittgenstein által kiegészített részét). Ma már tudni, hogy fiatalkorában Marie d'Agoult, majd weimari évei során, de később is, Carolyne von Wittgenstein hercegnő csiszolgatta irodalmi alkotásait, nem egyszer önállóan, Liszt tudta nélkül is beleírtak a Liszt neve alatt megjelent írásművekbe. A legtöbb esetben az eredeti kéziratok elvesztek, ami megnehezíti Liszt saját munkáinak beazonosítását.

### Műveinek listája
Annak ellenére, hogy korai műveit ellátta opusszámokkal, ezek napjainkban ritkán használatosak. Műveit két eltérő rendszer szerint katalogizálják:
- S vagy S/G szám alapján, melyeket Humphrey Searle vezetett be a Grove Dictionary számára az 1960-as években.
- R szám, mely ritkábban használt, és amit Peter Raabe vezetett be 1931-es munkájában: Franz Liszt: Leben und Schaffen.

## Filmek
- Paganini (1923) német, Liszt szerepében: Gustav Fröhlich
- La chanson de l'adieu (1934) német, Liszt szerepében: Daniel Lecourtois
- Abschiedswalzer (1934) német, Liszt szerepében: Hans Schlenck
- Rhapsodie – Ein musikalisches Intermezzo aus dem Leben Franz Liszts (1934) német, rövidfilm. Liszt szerepében: Wolfgang Liebeneiner
- Wenn die Musik nicht wär (1935) német, Liszt szerepében: Luis Rainer
- Szerelmi álmok/Liebesträume (1935) magyar–osztrák–német. Rendező: Heinz Hille. Liszt szerepében: Táray Ferenc, Franz Herterich
- Szenzáció! – Emlékül Katicának című epizód (1936) magyar, rendező: Vajda László, Székely István. Liszt szerepében: Szakáts Zoltán
- A dream of Love (1938) USA, rövidfilm, Liszt szerepében: Ian Colin
- The Life of Chopin (1938) angol, rövidfilm, Liszt szerepében: Ian Colin
- Suez (1938) USA, Liszt szerepében: Brandon Hurst
- Pontcarral, colonel d'empire (1942) francia, Liszt szerepében: Marc Dantzer
- Phantom of the Opera (1943) USA, Liszt szerepében: Fritz Leiber
- Träumerei (1944) német, Liszt szerepében: Emil Lohkamp
- A Song to Remember (1945) USA, Liszt szerepében: Békássy István
- Rêves d'amour (1947) francia, Liszt szerepében: Pierre Richard-Willm
- Song of Love (1947) USA, Liszt szerepében: Henry Daniell
- Anni (1948) osztrák, Liszt szerepében: Eugen Preiß
- Hallmark Hall of Fame – Prelude (1952) USA, tv-sorozat, Liszt szerepében: Chet Stratton
- Erkel (1952) magyar. Rendező: Keleti Márton, Liszt szerepében: Darvas Iván
- Kompozitor Glinka (Композитор Глинка) (1952) szovjet. Rendező: Grigorij Alekszandrov, Liszt szerepében: Szvjatoszlav Richter
- Ungarische Rhapsodie (1954) NSZK, Liszt szerepében: Paul Hubschmid
- Par ordre du tsar (1954) francia, Liszt szerepében: Jacques François
- Magic Fire (1955) USA, Liszt szerepében: Carlos Thompson
- Lola Montès (1955) francia–NSZK–luxemburgi, Liszt szerepében: Will Quadflieg
- Z mého zivota (1956) csehszlovák, Liszt szerepében: Stefan Bulejko
- Song Without End (1960) USA, Liszt szerepében: Dirk Bogarde
- Szerelmi álmok – Liszt (1970) szovjet–magyar. Rendező: Keleti Márton, Liszt szerepében: Kocsy Zsolt, Sinkovits Imre
- Song of Norway (1970) USA, Liszt szerepében: Henry Gilbert
- Notorious Woman – Trial / Conflict (1974) angol, BBC tv-sorozat, Liszt szerepében: Jeremy Irons
- Lisztomania (1975) angol, Liszt szerepében: Roger Daltrey
- Il était un musicien – Monsieur Liszt (1978) francia, tv-sorozat, Liszt szerepében: Jean de Coninck
- Liszt Ferenc (1982) magyar, tv-filmsorozat. Rendező: Szinetár Miklós, Liszt szerepében: Hegedűs D. Géza, Darvas Iván
- La vie de Berlioz (1983) francia, tv-film, Liszt szerepében: Trokán Péter
- Wagner (1983) angol–osztrák–magyar, tv-filmsorozat. Rendező: Tony Palmer, Liszt szerepében: Ekkehard Schall
- Wahnfried (1986) francia–NSZK, Liszt szerepében: Anton Diffring
- Impromptu (1991) francia–angol, Liszt szerepében: Julian Sands
- La musique de l'amour: Robert et Clara (1995) francia, tv-film, Liszt szerepében: Aleksandr Cherednik
- Liszt's Rhapsody (1996) kanadai, TV film, Liszt szerepében: Geordie Johnson
- Szekszárdi mise (2001) magyar, tv-film, Liszt szerepében: Kenderesi Tibor
- Chopin. Pragnienie milosci (2002) lengyel, Liszt szerepében: Michal Konarski
- Moi, Hector Berlioz (2003) francia, tv-film, Liszt szerepében: Nicolas Cardonna

## Kötetei, szövegkiadások

### Franciául
- Lohengrin et Tannhäuser de Richard Wagner; Brockhaus, Leipzig, 1851
- F. Chopin; Breitkopf-Härtel, Leipzig–Paris–Bruxelles, 1852
- Des Bohémiens et de leur musique en Hongrie; Librairie Nouvelle–Bourdilliat, Paris, 1859
- Correspondance entre Franz Liszt et Charles Alexandre grand-duc de Saxe; sajtó alá rend. La Mara; Breotkopf-Härtel, Leipzig, 1909
- Pages romantiques. Publiées avec une introduction et des notes par Jean Chantavoine; Alcan–Breitkopf-Härtel, Paris–Leipzig, 1912
- Souvenirs de F. Liszt. Lettres inédites; szerk. N. de Gutmansthal; Breitkopf und Härtel, Leipzig, 1913
- Correspondance Liszt–Agoult, 1–2.; sajtó alá rend. Daniel Ollivier; Grasset, Paris, 1933–1934
  - 1. 1833–1840
  - 2. 1840–1864
- Correspondance de Liszt et de sa fille Madame Émile Ollivier 1842–1862; sajtó alá rend. Daniel Ollivier; Grasset, Paris, 1936
- Correspondance de Richard Wagner et de Franz Liszt. 1841–1882; franciára ford. Leopold Schmidt, Jacques Lacant, előszó Gustave Samazeuilh; Gallimard, Paris, 1975 (Les classiques allemands)
- Correspondance; vál., előszó, jegyz. Pierre-Antoine Huré, Claude Knepper; Lattès, Paris, 1987
- Artiste et société. Édition des textes en français; összegyűjt., sajtó alá rend., jegyz. Rémy Stricker; Flammarion, Paris, 1995 (Harmoniques)

### Németül
- Richard Wagner's Lohengrin und Tannhäuser; Eisen, Köln, 1852
- Gesammelte Schriften. Bd. 1., Die Göthestiftung – Chopin; Balde, Cassel, 1855
- Thematisches Verzeichniss der Werke von F. Liszt; Breitkopf und Härtel, Leipzig, 1855
- Die Zigeuner und ihre Musik in Ungarn; deutsch bearbeitet von Peter Cornelius; Heckenast–Druck Breitkopf-Härtel, Pest–Leipzig, 1861
- Robert Franz; Leuckart, Leipzig, 1872
- Dramaturgische Blätter. 1. Abt., Essays über musikalische Bühnenfragen, Komponisten und Darsteller; németre ford. Lina Ramann (Gesammelte Schriften von Franz Liszt, 3/1.)
- Die Zigeuner und ihre Musik in Ungarn; németre ford. Lina Ramann; Breitkopf u. Härtel, Leipzig, 1883 (Gesammelte Schriften von Franz Liszt)
- Briefwechsel zwischen Wagner, Liszt, 1-2.; Breitkopf und Härtel, Leipzig, 1887
  - 1. Vom Jahre 1841 bis 1853
  - 2. Vom Jahre 1854 bis 1861
- Briefe, 1-8.; összegyűjt., szerk. La Mara; Breitkopf-Härtel, Leipzig, 1893–1905
  - 1. Von Paris bis Rom; 1893
  - 2. Von Rom nach Rom; 1893
  - 3. Briefe en eine Freundin; 1894
  - 4–7. Briefe an die Fürstin Carolyne Sayn-Wittgenstein; 1899–1902
  - 8. 1823–1886; 1905
- Briefe hervorragen – der Zeitgenossen an Franz Liszt, 1-3.; szerk. La Mara; Breitkopf und Härtel, Leipzig, 1895–1904
  - 1. 1824–1847
  - 2. 1855–1881
  - 3. 1836–1886
- Das Völkerrecht; Haering, Berlin, 1898
- Briefwechsel zwischen Franz Liszt und Hans von Bülow; szerk. La Mara; Breitkopf-Härtel, Leipzig, 1898
- Briefe an Carl Gille. Mit einer biographischen Einleitung; szerk. Adolf Stern; Breitkopf-Härtel, Leipzig, 1903
- Briefwechsel zwischen Franz Liszt und Karl Alexander, Grossherzog von Sachsen; szerk. La Mara; Breitkopf-Härtel, Leipzig, 1909
- Briefwechsel Wagner, Liszt. 1-2.; szerk. Erich Kloss; 3. erw. Aufl.; Breitkopf-Härtel, Leipzig, 1910
- Briefe an Baron Anton Augusz 1846–1878; szerk. Wilhelm von Csapó; Franklin Ny., Budapest, 1911
- Franz Liszts Briefe an seine Mutter; franciáról németre ford., szerk. La Mara; Breitkopf und Härtel, Leipzig, 1918
- Liszts Testament; franciáról németre ford., szerk. Friedrich Schnapp; Böhlau, Weimar, 1931
- Briefe an Marie Gräfin d' Agoult; ford. Käthe Illch, szerk. Daniel Ollivier; Fischer, Berlin, 1933
- Franz Lisztː De la fondation Goethe à Weimar. Zur Goethe Stiftung in Weimar / Otto Goldhammerː Über das Buch De la fondation Goethe à Weimar von Franz Liszt. Ein Beitrag zur deutschen Kulturgeschichte; Nationale Forschungs- und Gedenkstätten der klassischen deutschen Literatur in Weimar, Weimar, 1961
- Briefe aus ungarischen Sammlungen. 1835-1886; összegyűjt., sajtó alá rend. Prahács Margit, németre ford. Alpári Tilda; Bärenreiter–Akadémiai, Kassel–Budapest, 1966
- Mein letzter Wille. Testament; franciáról németre ford., szerk. Emmerich Karl Horvath; Ernst und Horváth, Eisenstadt, 1970
- Schriften zur Tonkunst; franciáról németre ford. Lina Ramann, La Mara, Peter Cornelius, vál., szerk. Wolfgang Marggraf; Reclam, Leipzig, 1981 (Reclams Universal-Bibliothek Kunstwissenschaften)
- Tagebuch. 1827; szerk. Detlef Altenburg, Reiner Kleinertz; Neff, Wien, 1986
- Franz Liszt–Richard Wagner: Briefwechsel; szerk., bev. Hanjo Kesting; Insel, Frankfurt am Main, 1988
- Sämtliche Schriften, 1-3.; szerk. Detlef Altenburg; Breitkopf & Härtel, Wiesbaden, 1989–
- Aufsätze und kleinere Monographien, 1-3.; bev., szerk. Hinrich Rüping; Olms-Weidmann, Hildesheim–Zürich–New York, 1999-2000 (Historia scientiarum. Fachgebiet Rechtswissenschaft)
  - 1. Strafrechtliche Aufsätze und Vorträge, I.
  - 2. Strafrechtliche Aufsätze und Vorträge, II.
  - 3. Kleinere Monographien zum Strafrecht
- Briefwechsel mit seiner Mutter; szerk., jegyz. Hamburger Klára, németre ford. Renate Mungrauer; Amt der Burgenländischen Landesregierung, Eisenstadt, 2000

### Magyarul
- A czigányokról és czigány zenéről Magyarországon; Heckenast, Pest, 1861 (hasonmásban: 2004, 2010)
- Chopin; franciából ford. Wass Ottilia; Franklin, Budapest, 1873
- Chopin élete; ford. Kereszty István; Kultúra, Budapest, 1922 (Kultúra Könyvtár)
- Liszt Ferenc levelei báró Augusz Antalhoz. 1846–1878; kiad. Csapó Vilmos; Franklin Ny., Budapest, 1911
- Liszt Ferenc válogatott írásai, 1-2.; vál., ford., tan., jegyz. Hankiss János; Zeneműkiadó, Budapest, 1959
- Liszt Ferenc, 1811–1886; szerk. Zoltai Dénes, ford. Lenkei Júlia, Hankiss János, P. Eckhardt Mária; Kossuth, Budapest, 1987
- Liszt Ferenc válogatott levelei. I. Ifjúság, virtuóz évek, Weimar. 1824–1861; vál., ford., jegyz. Eckhardt Mária; Zeneműkiadó, Budapest, 1989
- A czigányokról és a czigány zenéről Magyarországon; szerk., utószó Bencsik Gábor; hasonmás kiad.; Magyar Mercurius, Budapest, 2004 (Magyar roma történeti könyvtár)
- A czigányokról és a czigány zenéről Magyarországon. Írta Liszt Ferencz; Írásművek, Budapest, 2010 (Reprint könyvek)
- Chopin; ford. Wass Ottília, jegyz., kommentárok Szilasi Alex; Gondolat, Budapest, 2010 + CD
- A tizenöt éves Liszt Ferenc naplója; franciából ford. Hárs Ernő, utószó Klukon Edit; Borda Antikvárium, Zebegény, 2011

## Emlékezete

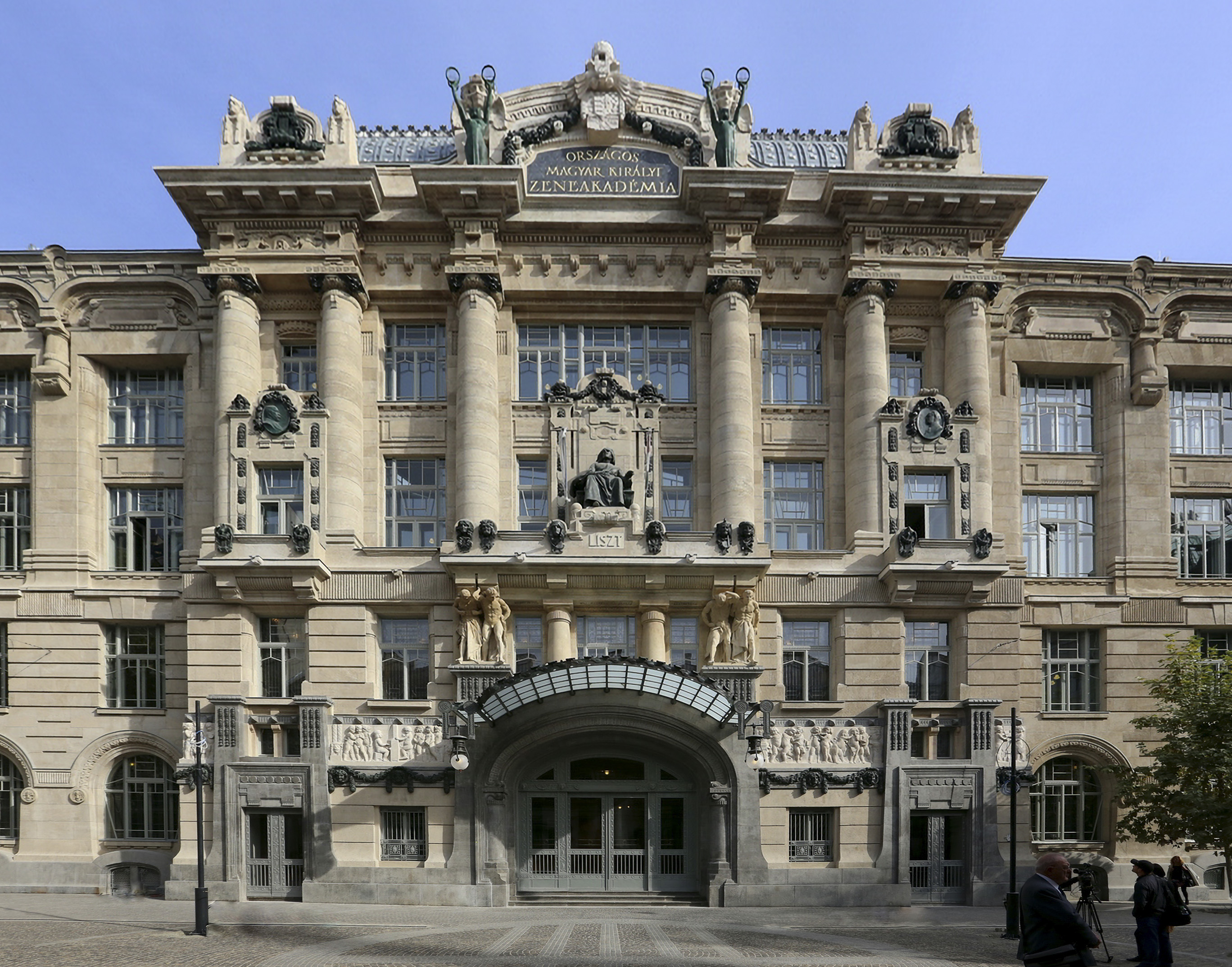
Liszt Ferenc Zeneművészeti Egyetem, és rajta egész alakos szobra

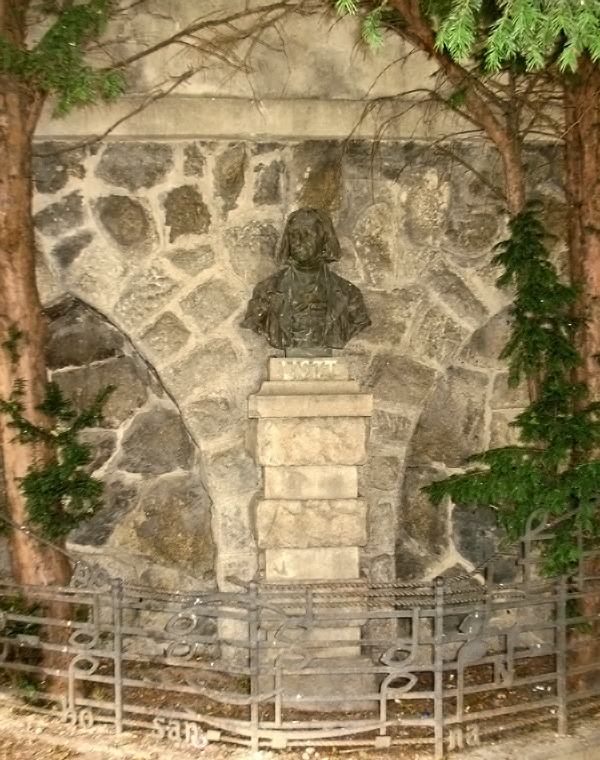
Liszt mellszobra Pozsonyban

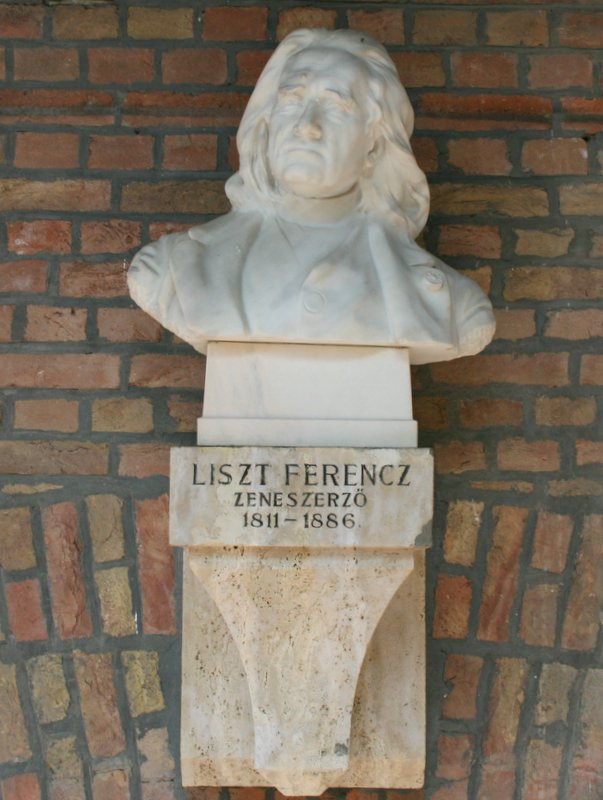
Liszt Ferenc portrészobra a szegedi Nemzeti Emlékcsarnokban

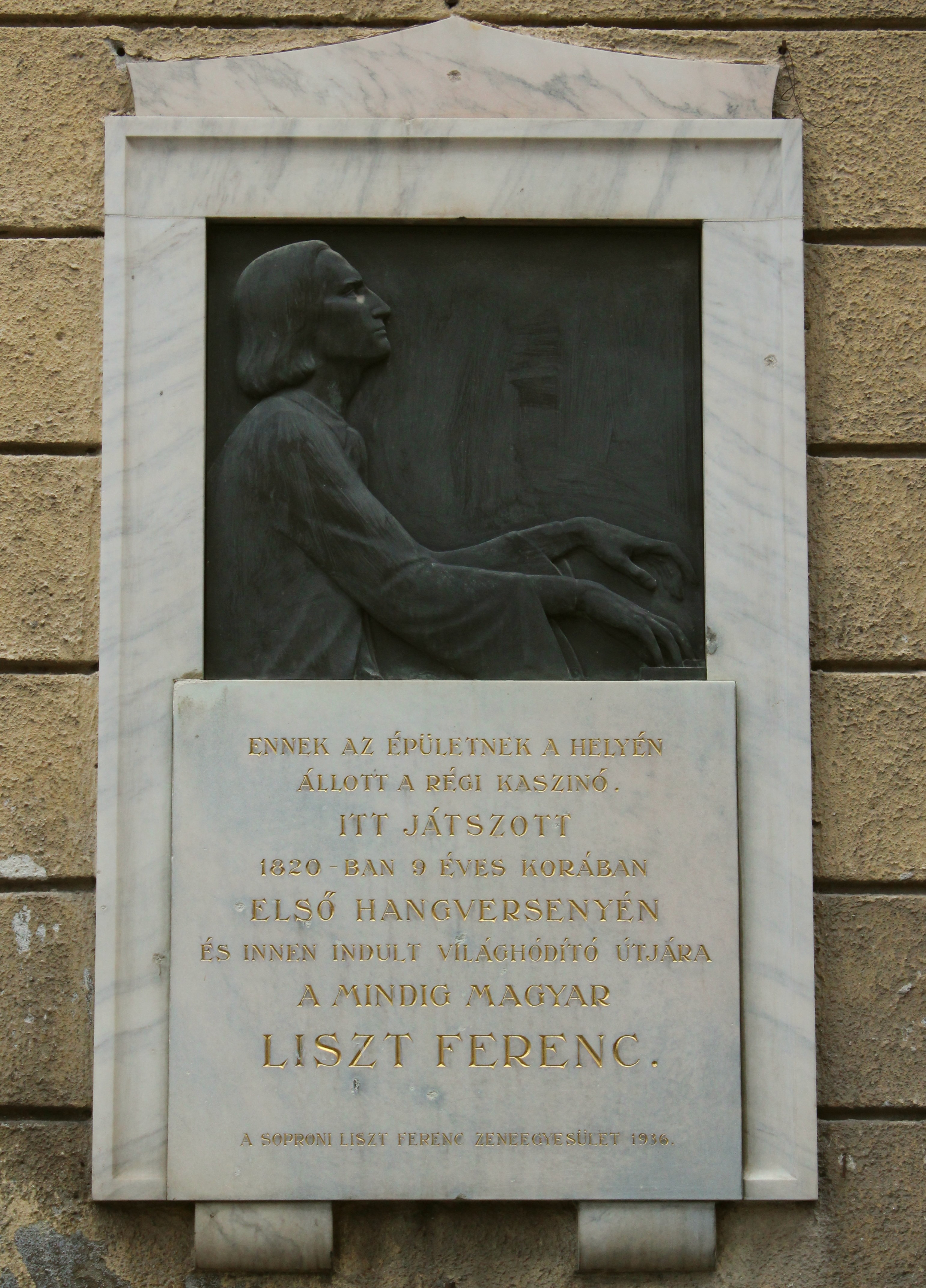
Liszt Ferenc emléktábla Sopronban

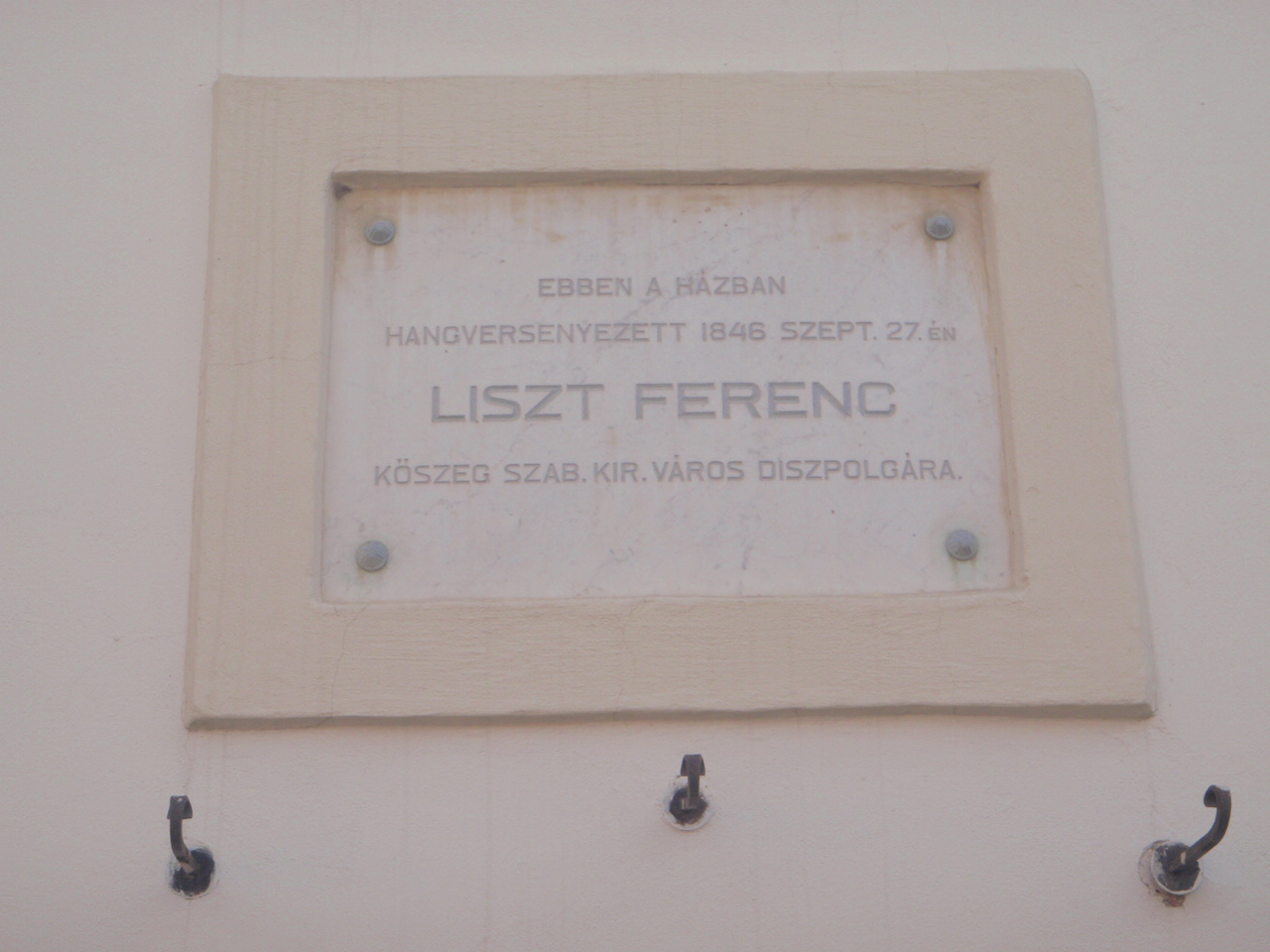
Liszt Ferenc-emléktábla Kőszegen, a Bálház falán

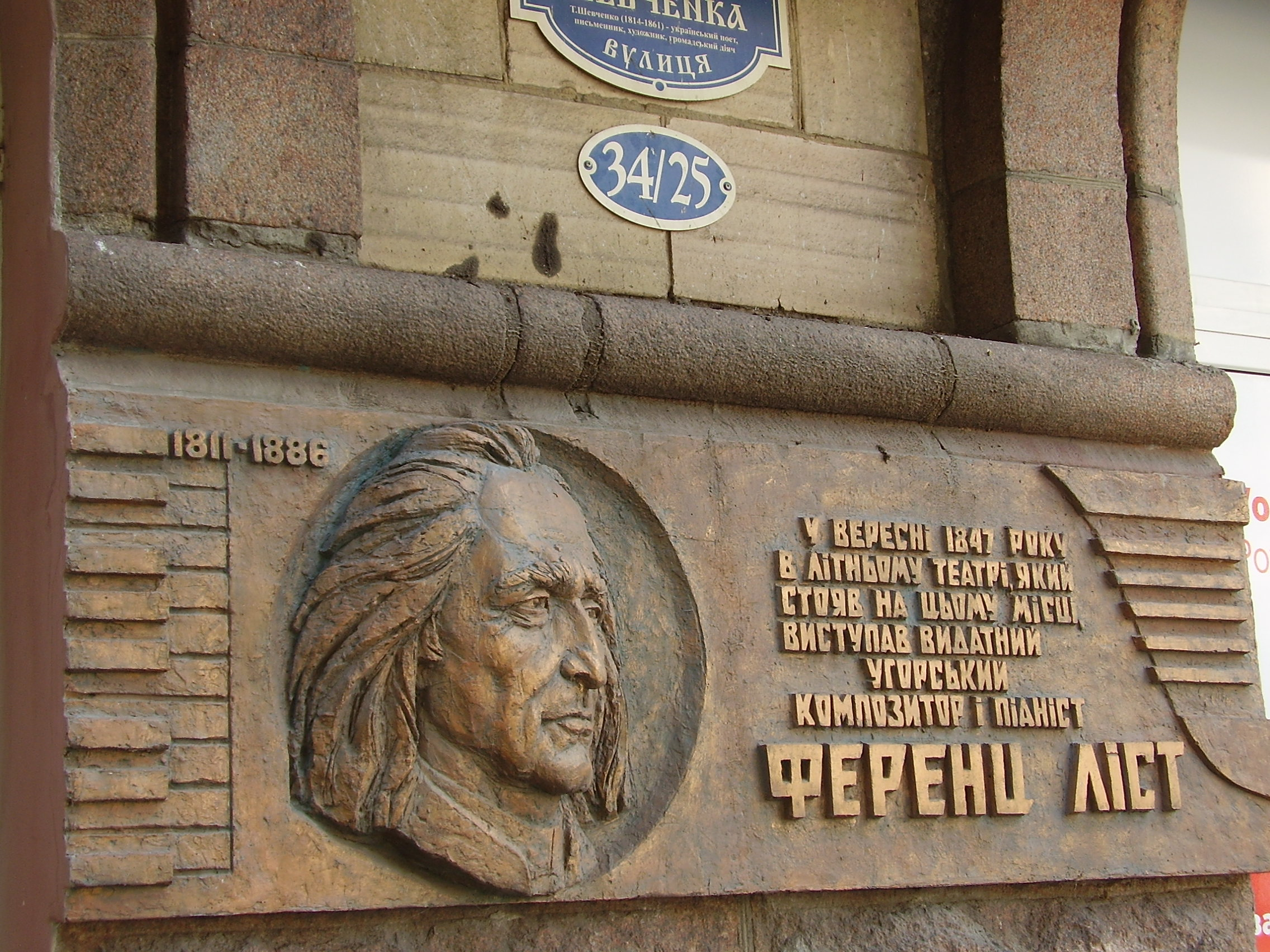
Relief utolsó zongorakoncertjének helyén, Kropivnickij, Ukrajna

- Egész alakos szobra a budapesti Operaház épületének homlokzatán. Strobl Alajos alkotása.
- Egész alakos szobra Liszt Ferenc Zeneművészeti Egyetem főhomlokzatán látható. Alkotója: Strobl Alajos.
- Egész alakos szobra Pécsett,[136] alkotója: Varga Imre
- Egész alakos szobra a budapesti Liszt Ferenc téren. Az 1986-ban felállított emlékmű, Marton László szobrászművész, Finta József építész és ifj. Szlávics László iparművész alkotása.
- Egész alakos szobra Esztergomban, a Víziváros bejáratánál,[137] alkotója: Marosits István (1986)
- Mellszobra Szegeden a Nemzeti Emlékcsarnokban, a Dóm tér nyugati oldalán, az árkádok alatt (Strobl Alajos alkotása).
- Szobra Weimarban a Park an der Ilm-ben található.
- Mellszobra áll Pozsonyban a Rudnay téren, a Szent Márton-dóm előtt.
- Mellszobra látható a soproni zeneiskola koncerttermében (2009).[138] Alkotója: ifj. Szlávics László.
- Mellszobora áll Szekszárdon a Liszt Ferenc téren
- Első hangversenyének helyszínét Sopronban emléktábla jelzi.
- Utolsó hangversenyének helyszínét Luxembourgban emléktábla jelzi.
- Emléktábla látható a Berettyóújfalui Református templom falán. A templom orgonája – részben – Liszt Ferenc zeneszerző hangszere volt.
- Emléktábla látható weimari lakóházának falán, ahol 1869-től 1886-ig élt,
- Emléktábla az esztergomi bazilikában, ahol 1856-ban ő vezényelte az esztergomi misét.
- Emléktábla a kőszegi Bálház falán, az 1846. szeptember 27-én tartott koncert és díszpolgársága emlékére.
- Emléktábla Szekszárdon az Augusz-ház falán
- Szerény emléktábla őrzi a helyet, ahol imádkozni szokott a pesti ferencesek templomában (Ferenciek tere), a jobb padsor legelső padjának szélén.
- Emlékkiállítás Szekszárdon a megyeházán
- 2011-re a GYSEV Zrt. Liszt Ferenc 200. évfordulója alkalmából, készítette az 503-6-os pályaszámú Taurus mozdonyra Liszt Ferenc werkbookját, mely Liszt Ferenc Második magyar rapszódiáját játssza.
- 2011 márciusától a Ferihegyi Repülőtér hivatalos neve Budapest Liszt Ferenc nemzetközi repülőtér.
- Nevét viseli több intézmény (pl. egyetem, múzeum, zeneiskola), számos közterület (pl. budapesti tér, győri utca), kitüntetés, valamint egy kisbolygó (3910 Liszt) és a Merkúr bolygón található egyik kráter.

### Felvételek
| Haláltánc – Parafrázis a „Dies Irae” témájára La Campanella – 6m12s Liebestraum, Ab Major – 4m43s | 1st piano concerto, 1st movement 1st piano concerto, 2nd movement Második Magyar Rapszódia – 13m6s | Mephisto Waltz No.1 – 10m44s Un Sospiro Etude, Db Major – 6m1s Au bord d'une source – 4m58s | Magyar rapszódiák no.10 – 4m43s Soirees de Vienne – 7m27s |

### Szabadkőművességével kapcsolatos információk
- Musée virtuel de la musique maçonnique – Franz Liszt
- Mesterházi Gábor: Liszt és a 19. századi szabadkőművesség
- Dokumentumok Liszt szabadkőművességéről
- Denslow, William R.: 10000 Famous freemasons
- Autexier, Philippe A.: Mozart & Liszt sub Rosa. Poitiers, 1984
- Német nyelvű wikipedia cikk
- Rabes, Lennart: Franz Liszt – The Freemason, Art Quatuor Coronatorum 96 (1983-1984), pp. 140–145.
- Moysan, Bruno: Liszt et la franc-maçonnerie, L'éducation musicale (n° 565 mars-avril 2010), p. 22-25.